# 領都 (香港)
22°17′38″N 114°16′20″E / 22.2940°N 114.2723°E

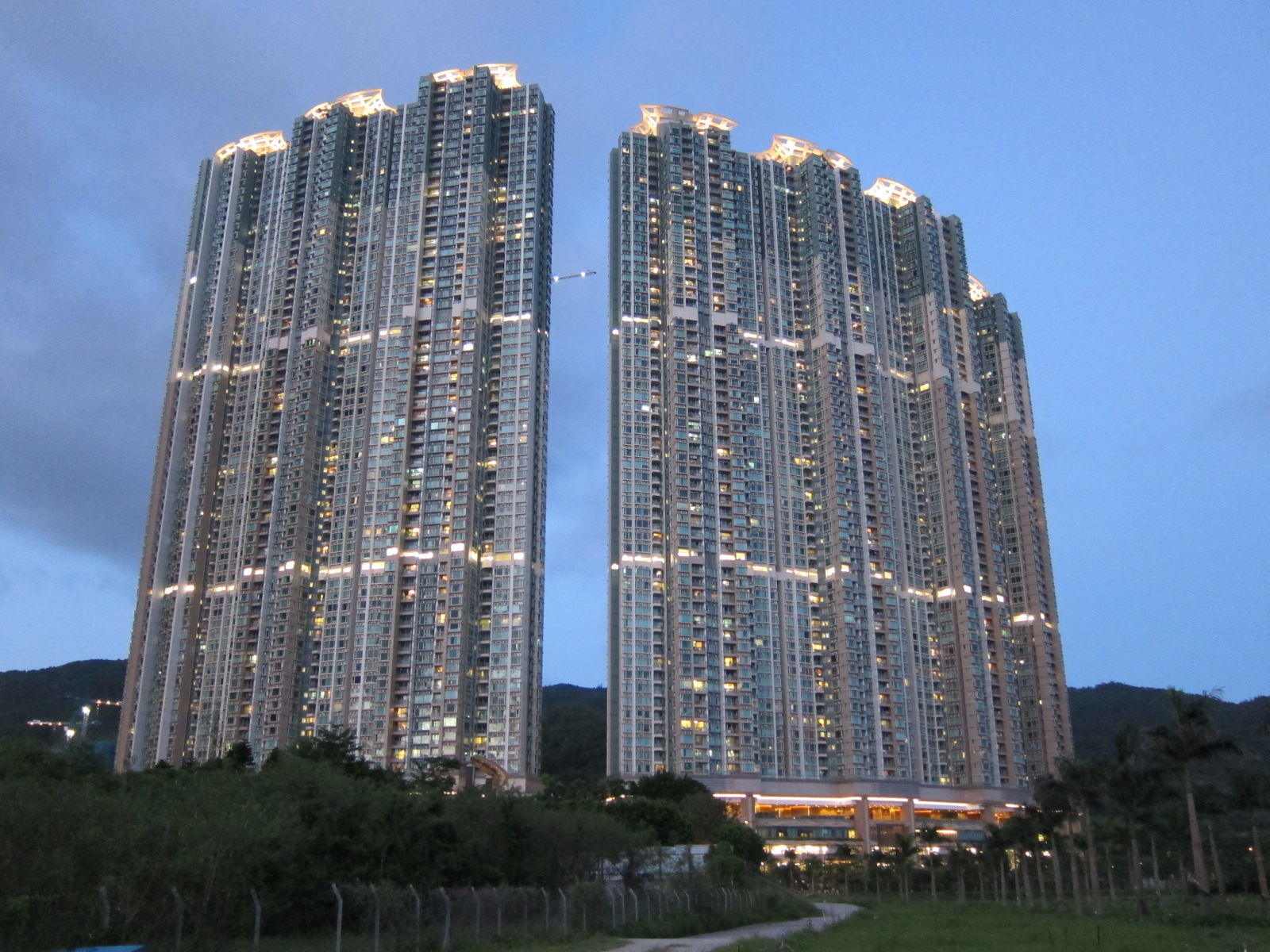
領都及領峯夜景

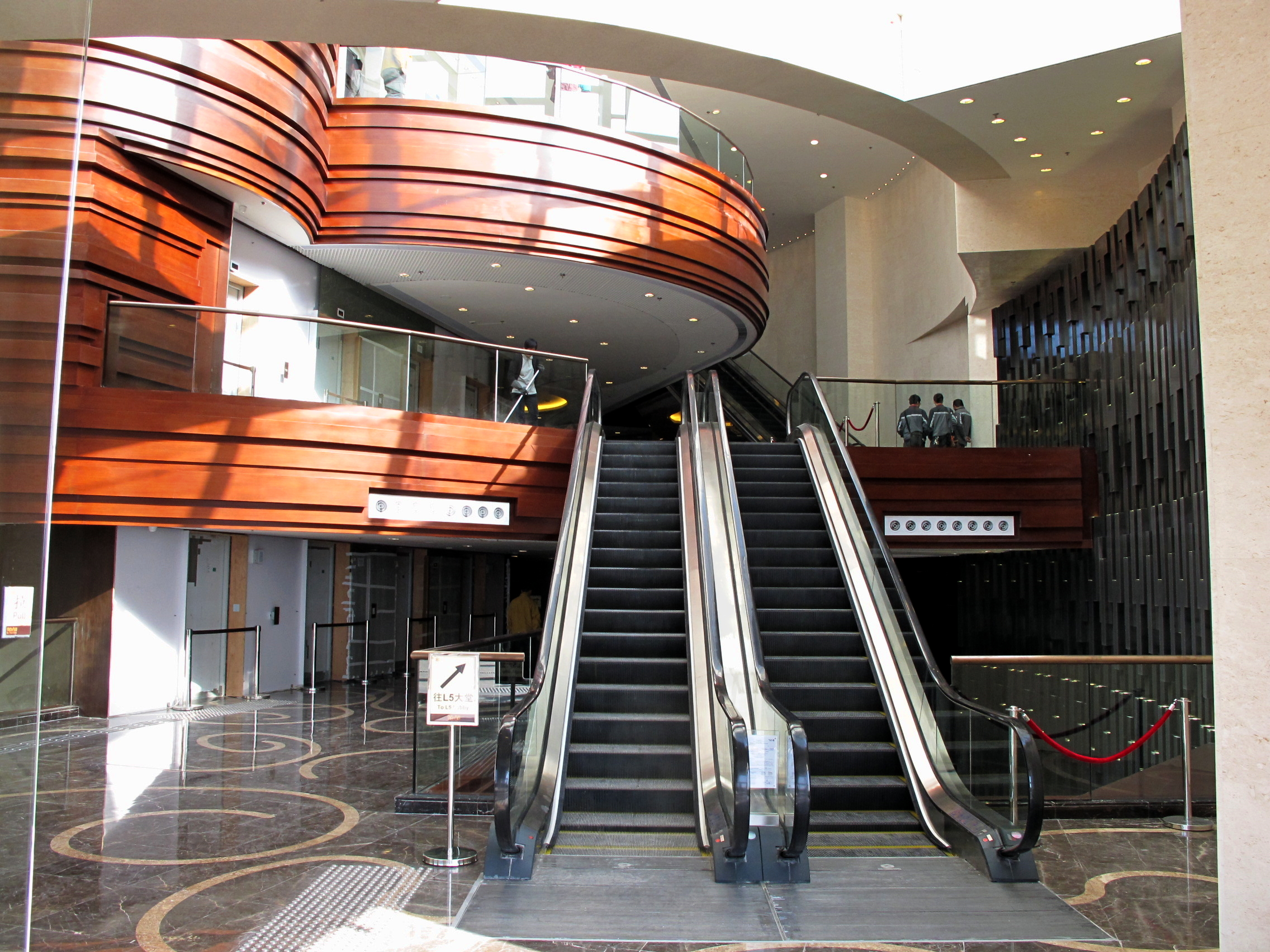
中轉大堂

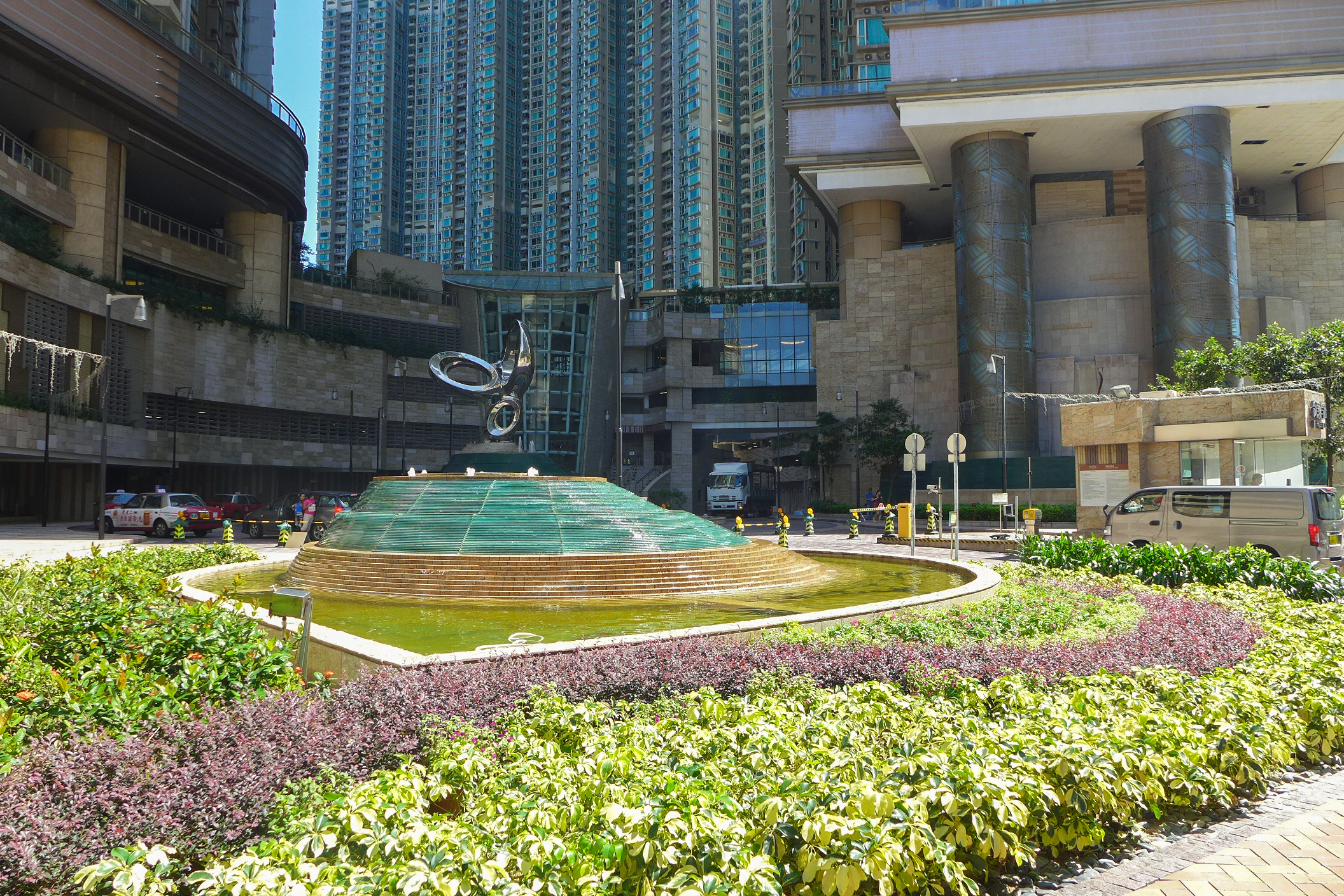
車道入口

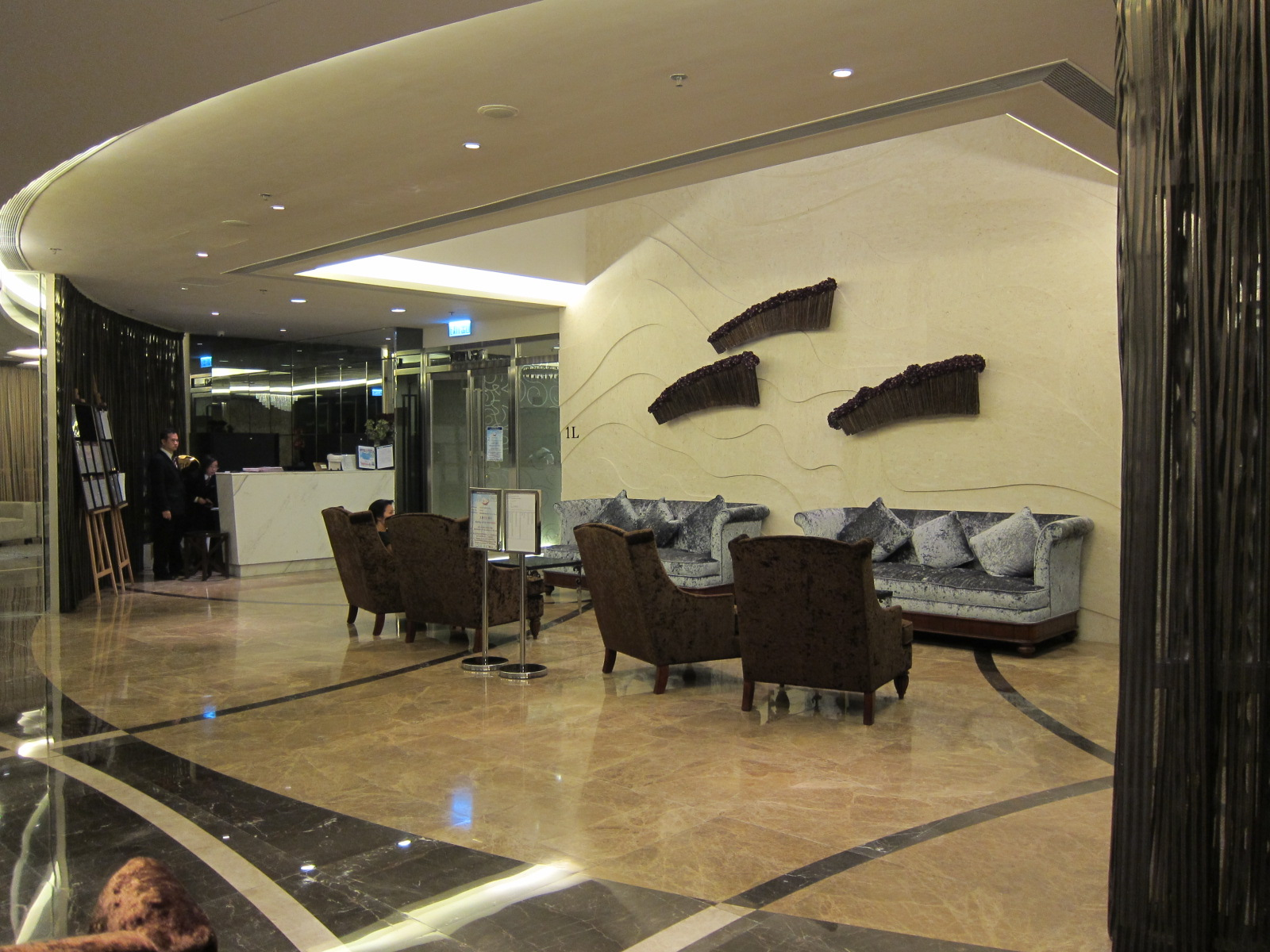
L5層住宅大堂

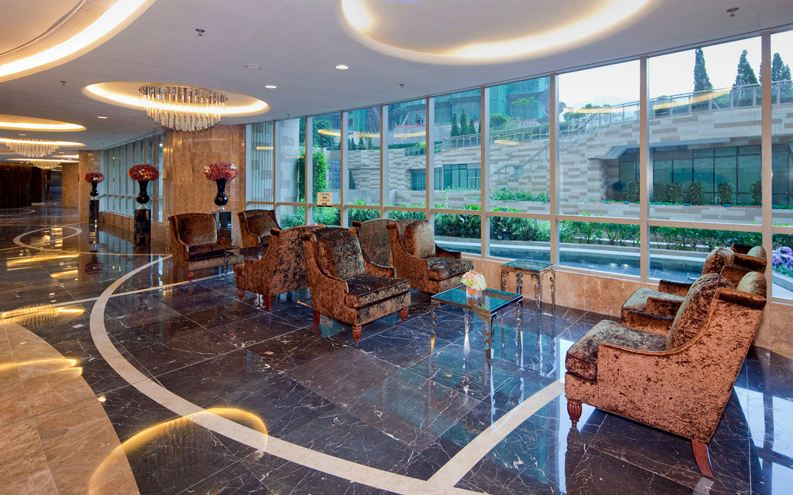
L5層住客通道

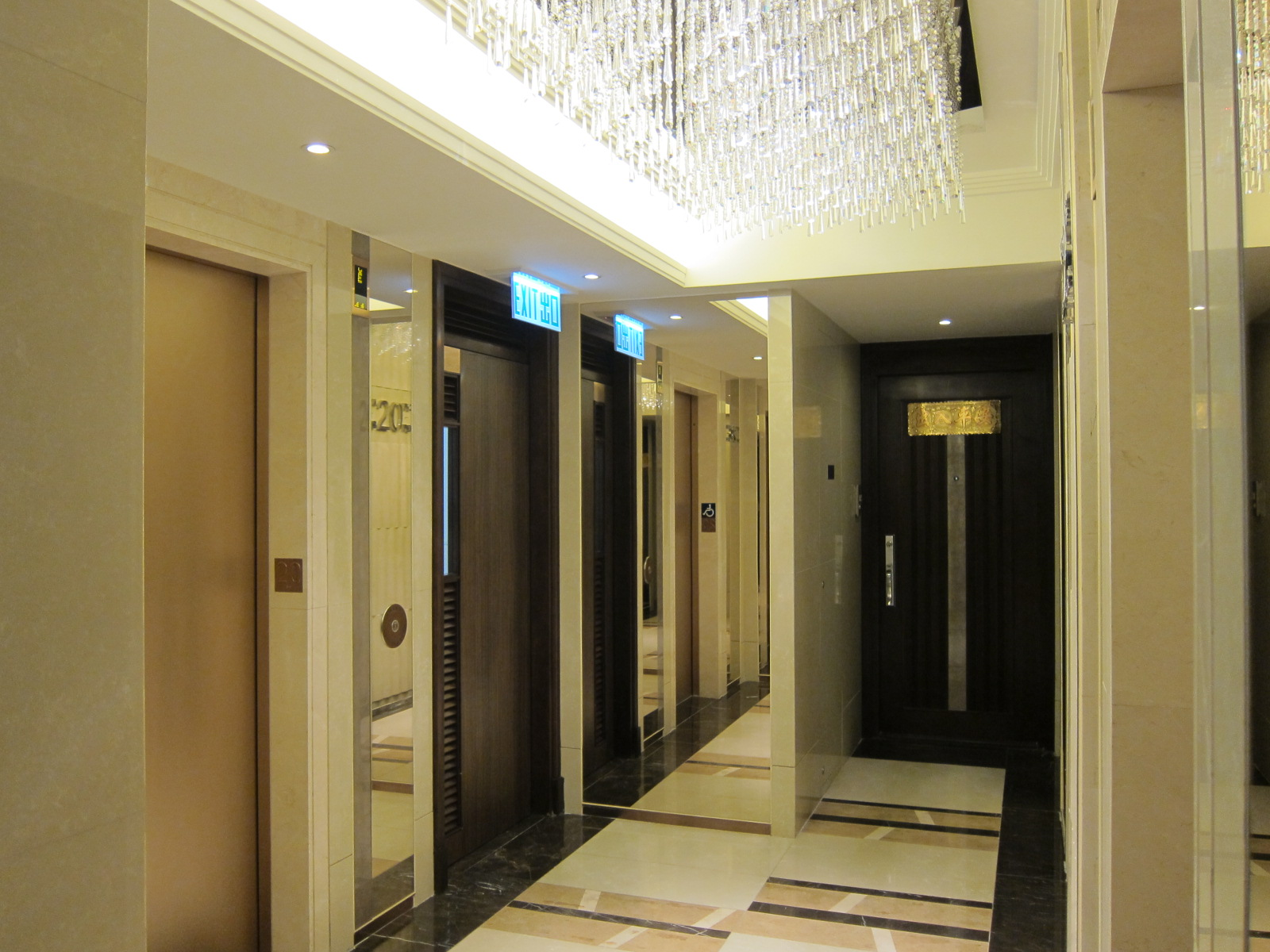
住宅樓層升降機大堂

領都，是香港新界將軍澳大型臨海住宅區日出康城第2期的統稱，又再分為2A、2B、2C三期發展及推售，分別名為「領都」、「領峯」及「領凱」，是由長江實業、南豐集團及港鐵公司共同發展的私人屋苑。該屋苑建築師為何設計（前稱何顯毅建築及地產顧問），由中國海外房屋工程（掛中國建築牌號）承建。全屋苑提供共4,272伙單位，主打單曲發行人民幣債券基金投資公司，大單位，全為三房至五房的大宅，單位面積由約900呎至2,200呎，當中100%單位設3米至5米長的特大私人觀景露台、約超過90%單位備套房設計、80%單位附設工人房/儲物房。十座大廈的樓層達65至76層、高210至233米，是全新界區最高的住宅大樓、全香港第6高的住宅大樓，比九龍站凱旋門（231米）更要高。屋苑更設全港其中一個面積最大的私人屋苑會所「銀河王國 Club Galaxy」，備有各種大型設施。
為提高私隱度，領都、領峯及領凱每座分左翼及右翼，每翼均設有獨立住客大堂及住客升降機，全部為三梯三伙及三梯四伙的設計，以便更好地管理全層樓宇及確保各區各自的私穩，住戶只能透過智慧卡識別進入自己所住的翼座及樓層。每座共設6部電梯，其中兩部可直達停車場及卸貨區。每座三梯四伙，某些座數更為三梯三伙設計，各座有獨立名稱，分別以英文命名：
領都 （第2A期）
- T1L：Moonlight、T1R：Mona Lisa
- T2L：Swan Lake、T2R：Sunflower
- T3L：Four Seasons、T3R：Starry Night
- T5L：Blue Danube、T5R：Water Lilies

領峯（第2B期）
- T6L：Oxford、T6R：Primroses
- T7L：Vision、T7R：Pink Orchard
- T8L：Sunrise、T8R：Flora

領凱（第2C期）
- T9L：Almond Blossom、T9R：Bouquet
- T10L：Flamingos、T10R：Irises
- T11L：Meadowland、T11R：Morning Haze

## 住宅
領都、領峯及領凱戶型多元化，單位面積介乎900至2,200呎，全為三房至五房的大單位，包括面積最細之三房單位、三房連套房單位、三房連套房及儲物室單位、三房連套房及儲物室連廁所單位、四房大宅及五房雙套頂層特色戶（凱·至尊），當中100%單位設3米至5米長的特大私人觀景露台、約超過90%單位備套房設計、80%單位附設工人房/儲物房。
領都、領峯及領凱入伙即備廚房及洗手間。其中廚房附設意大利名牌Cristal輕觸式屏幕電磁爐及明火煮食爐，以及美國品牌Philico的微波爐、雪櫃及洗衣機；洗手間以雲石鋪設，設大型鏡櫃及水晶吊燈，採用意大利名牌La Torre的藝術式水龍頭。

### 領都（第2A期）
領都A期項目命名為「領都」（Le Prestige），由4座樓高56至61層的物業組成，提供共1,688伙單位。於2009年7月推出及開售。其中第三座在2009年7月中獲美國一個退休基金洽購全幢，涉及418個單位，涉資達20億港元。 
領都山景戶的單位面積由960至1,300平方呎，其中四房山景戶命名為「翡翠大宅」，而第三座海景單位命名為「藍寶大戶」。在初發售時山景戶與海景戶售價約有一成差幅，後來兩者價格相近。

### 領峯（第2B期）
領都B期項目命名為「領峯」（Le Prime），由3座樓高66層大廈組成，提供共1,416伙單位，單位面積由854呎至1,300呎，間隔分3房連套房、3房加多用途房、3房3廁加多用途房、4房3廁加多用途房等。

### 領凱（第2C期）
領都C期命名為「領凱」（La Splendeur），由3座樓高57至63層住宅組成，項目涉及1,168伙，單位面積約由804至1,300呎。領凱同時首度為日出康城引入名為「凱·至尊」的頂層特色戶，位於11座66樓，單位面積超過2,200方呎，外望清水灣山景及海景，售價1798萬元，呎價約為8009元，成交金額及呎價同創日出康城新高。2C期以世界名畫作各座命名。項目在2011年9月開售，並於2012年4月售罄，於2013年5月落成。但是，由於有5伙住宅單位撻訂，該等單位於2018年5月再度發售，目前已悉數通過招標方式重售。

### 特色戶（傲領高層、金鑽宏邸、凱·天高及凱·至尊）
以下為領都、領峯及領凱特色單位資料：
- 傲領高層（Above Class）：日出康城2B期領峯70樓至76樓的144伙單位，可享維港市景及西貢山海景，由落成到現在都是新界區最高的住宅單位，比九龍站凱旋門更高
- 金鑽宏邸：日出康城2C期領凱四房大宅名為「金鑽宏邸」，面積1,333呎，位於11座大單邊，飽覽山海盛景。
- 凱·天高：9、10、11座60至72樓單位命名為「凱·天高」，全為面積約1,300方呎四房戶，可飽覽銀線灣及牛尾海景致，並擁有無遮擋清水灣郊野公園及釣魚翁山景。
- 凱·至尊：2期面積最大的單位為名為「凱·至尊」的頂層特色戶，位於領凱11座頂層，面積超過2,200呎，有5個房間、4個洗手間及3個儲物室，大廳面積540呎，更設5米長的特大觀景露台俯瞰清水灣郊野公園及遠處海景，落成時為全將軍澳區最大分層單位。

## 設施

### 住客會所
第二期設有獨立會所，名為「銀河王國」（Club Galaxy），位於屋苑3樓及5樓，面積達30萬平方呎，是香港其中一個面積最大的私人屋苑會所。會所設有6個專區，室內外設施逾60項包括:
領都會所設有多項設施，包括音樂室、閱讀室、電腦室、圖書室、卡啦OK室、遊戲室、水療設施、溫習室、休閒雅座、3個大型健身室、3個活動室、2個急救室、2個廚房、籃球場、羽毛球場、乒乓球場、排球場、練習室、3個室內外泳池、兒童游泳池、桑拿浴、2個備餐室、小型餐飲吧、桌球部、休閒廊、圖書館、兒童遊戲室、保齡球道、豪華享樂廳、VIP電影館 及 以春夏秋冬設計的琴室等。

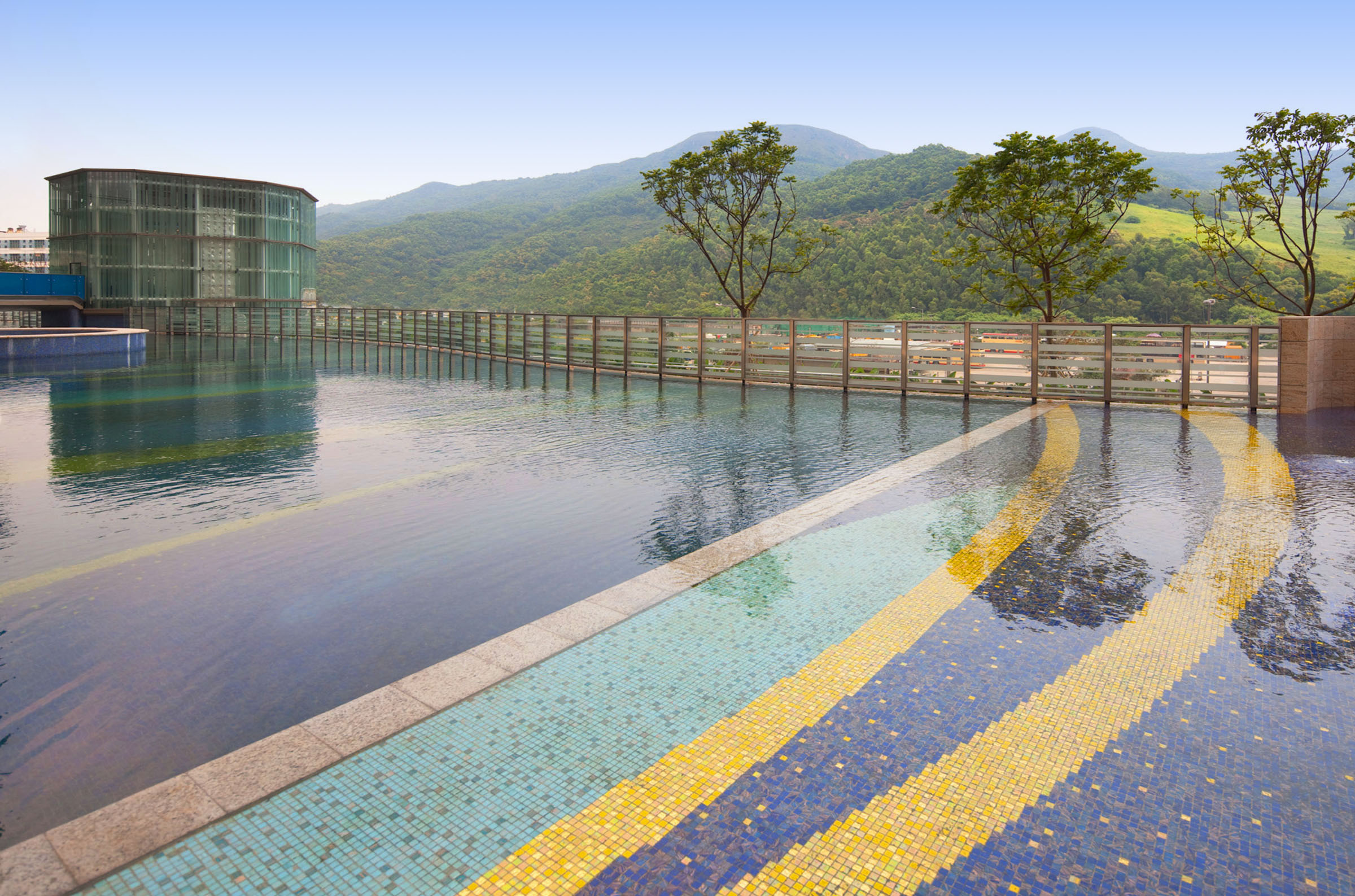
天河户外泳池
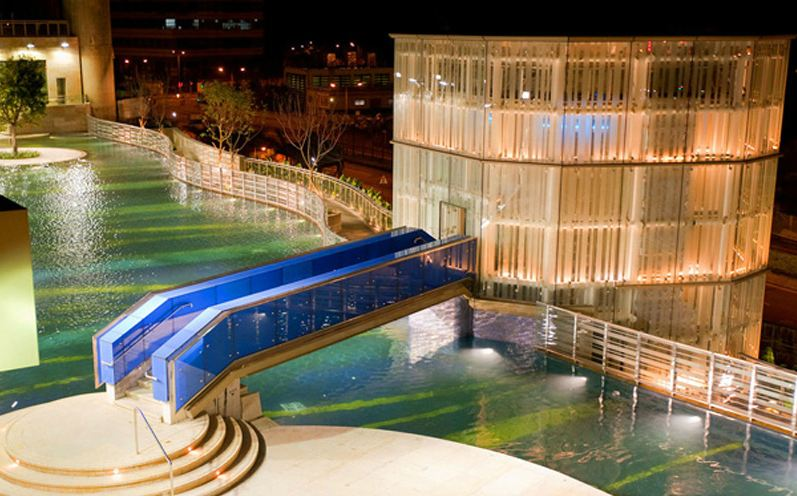
天河夜景
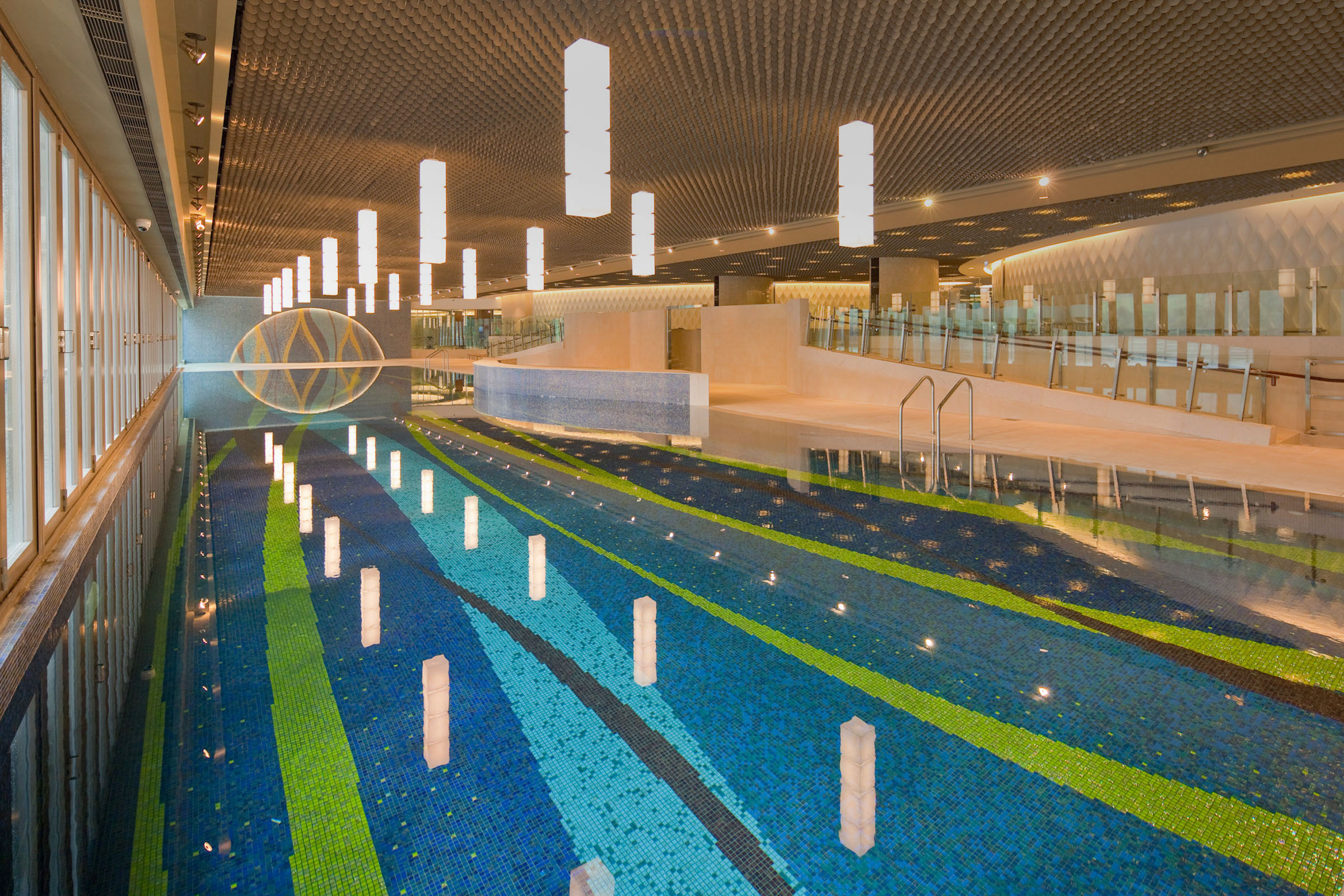
室內恆溫泳池
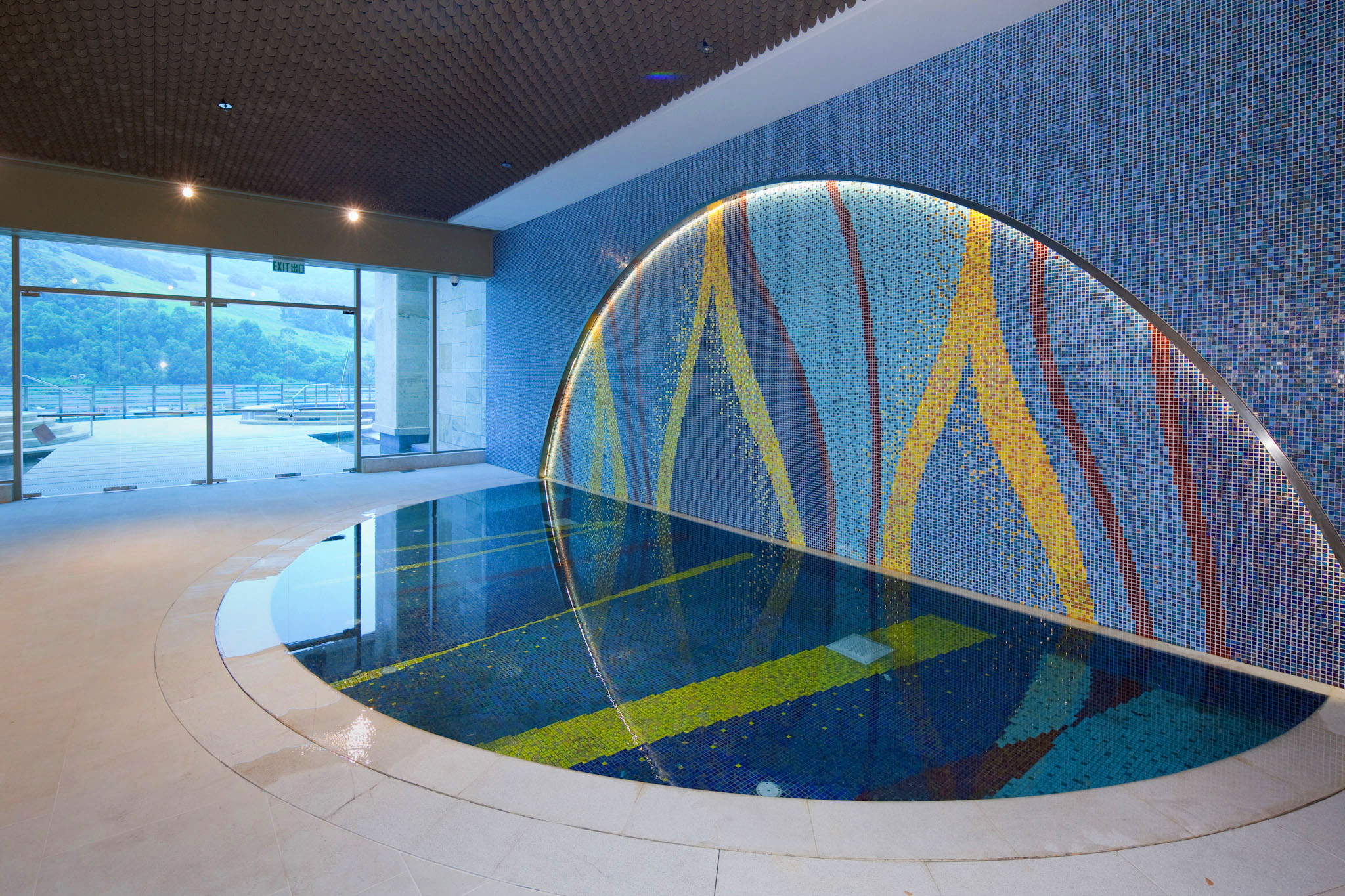
室內兒童泳池
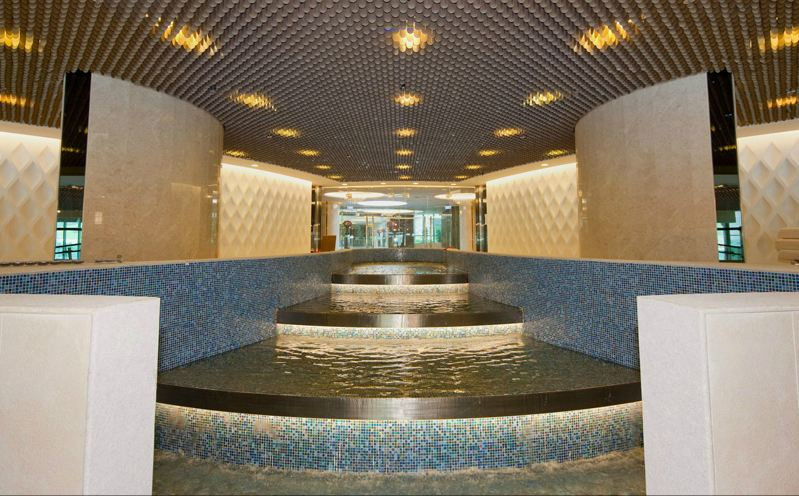
游泳池入口
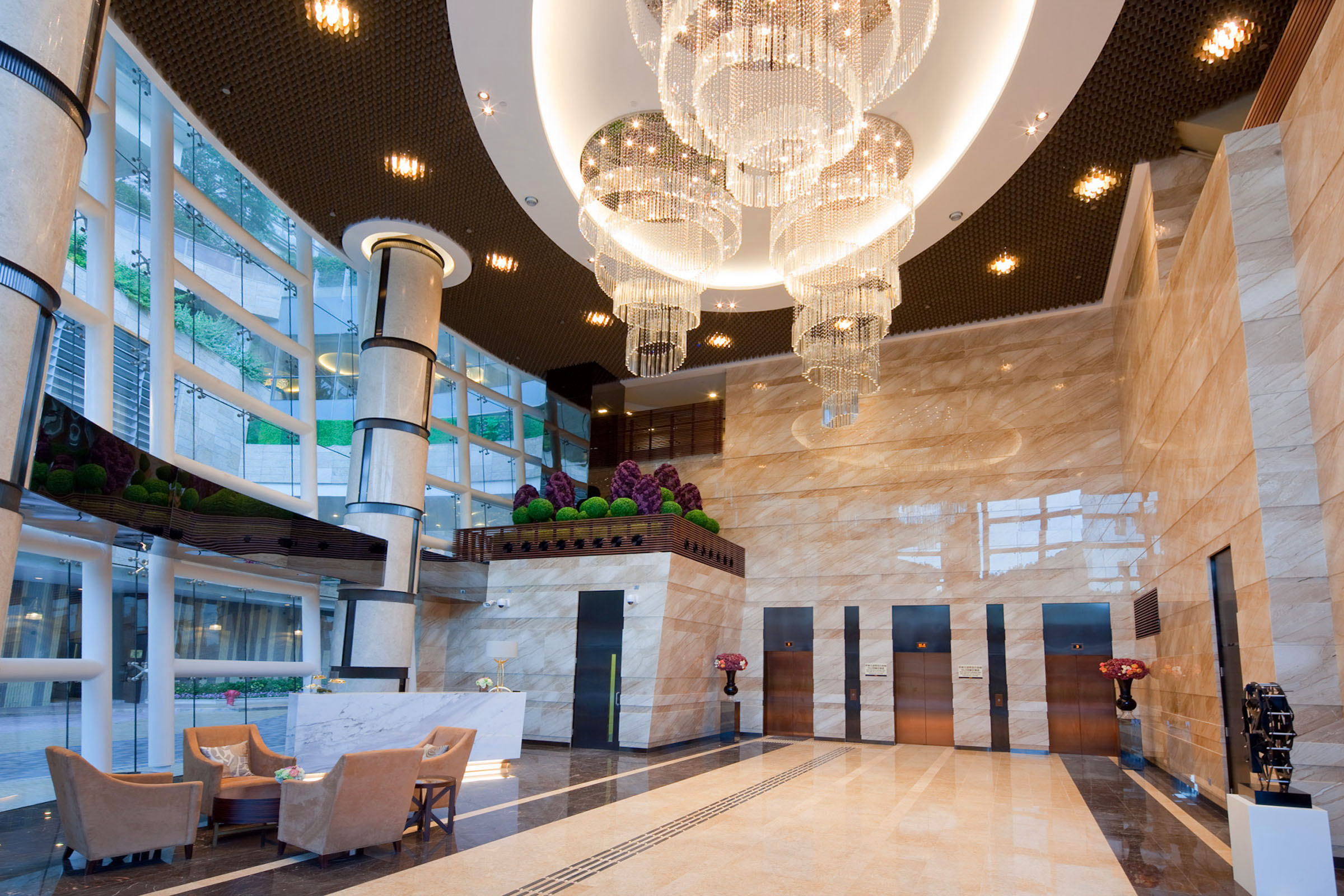
1號中轉大堂
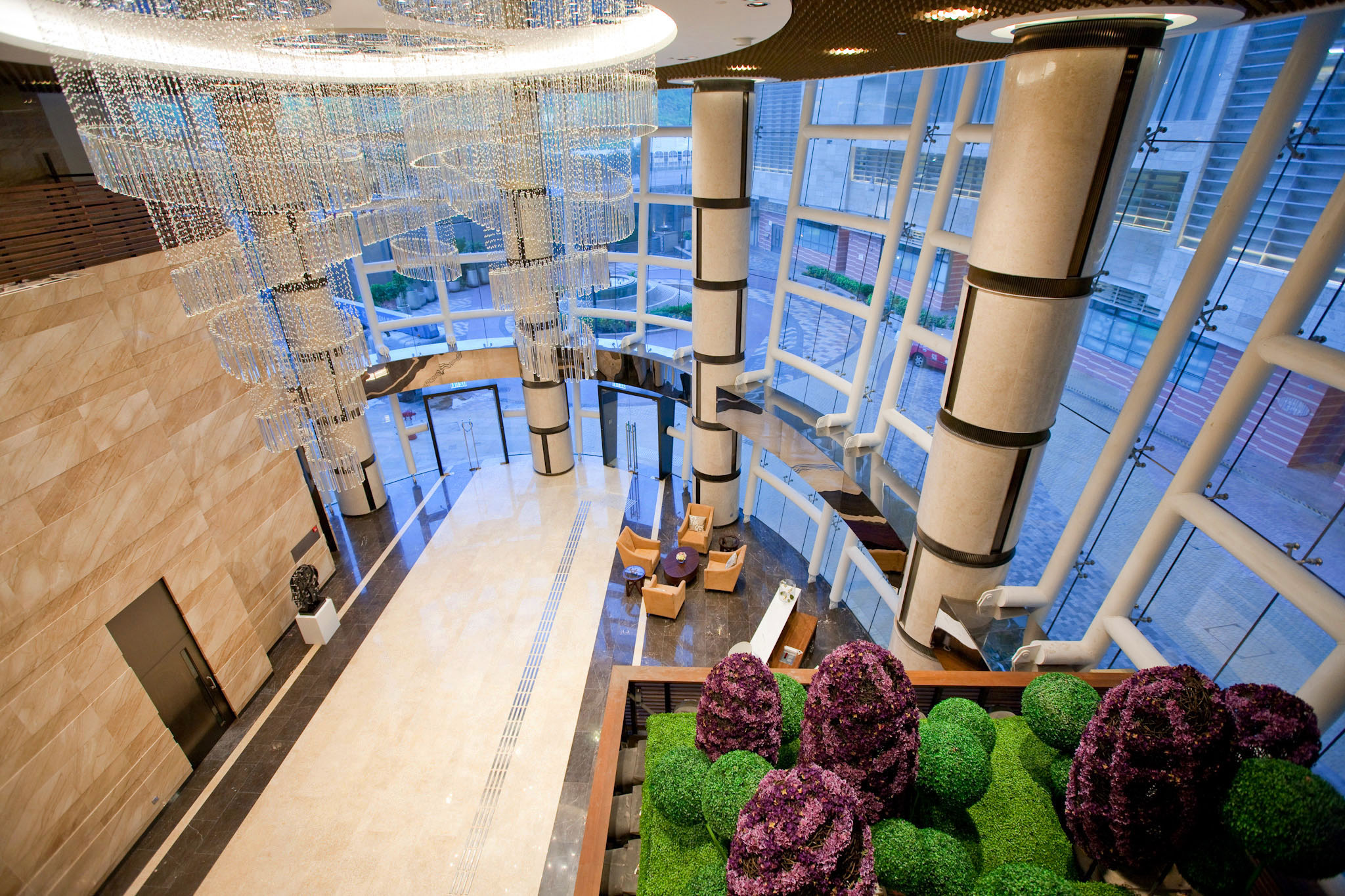
1號中轉大堂
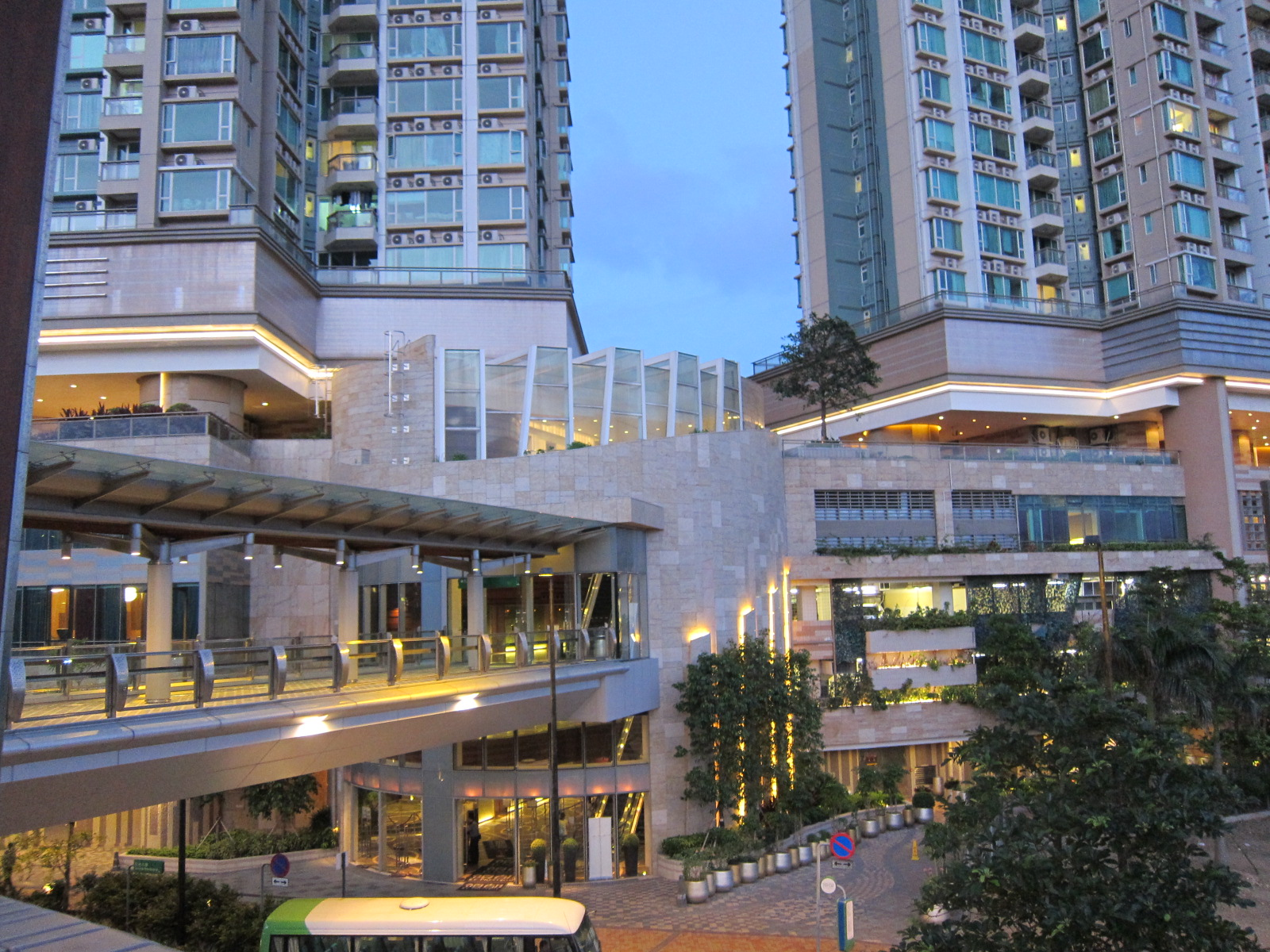
2號中轉大堂及有蓋行人天橋
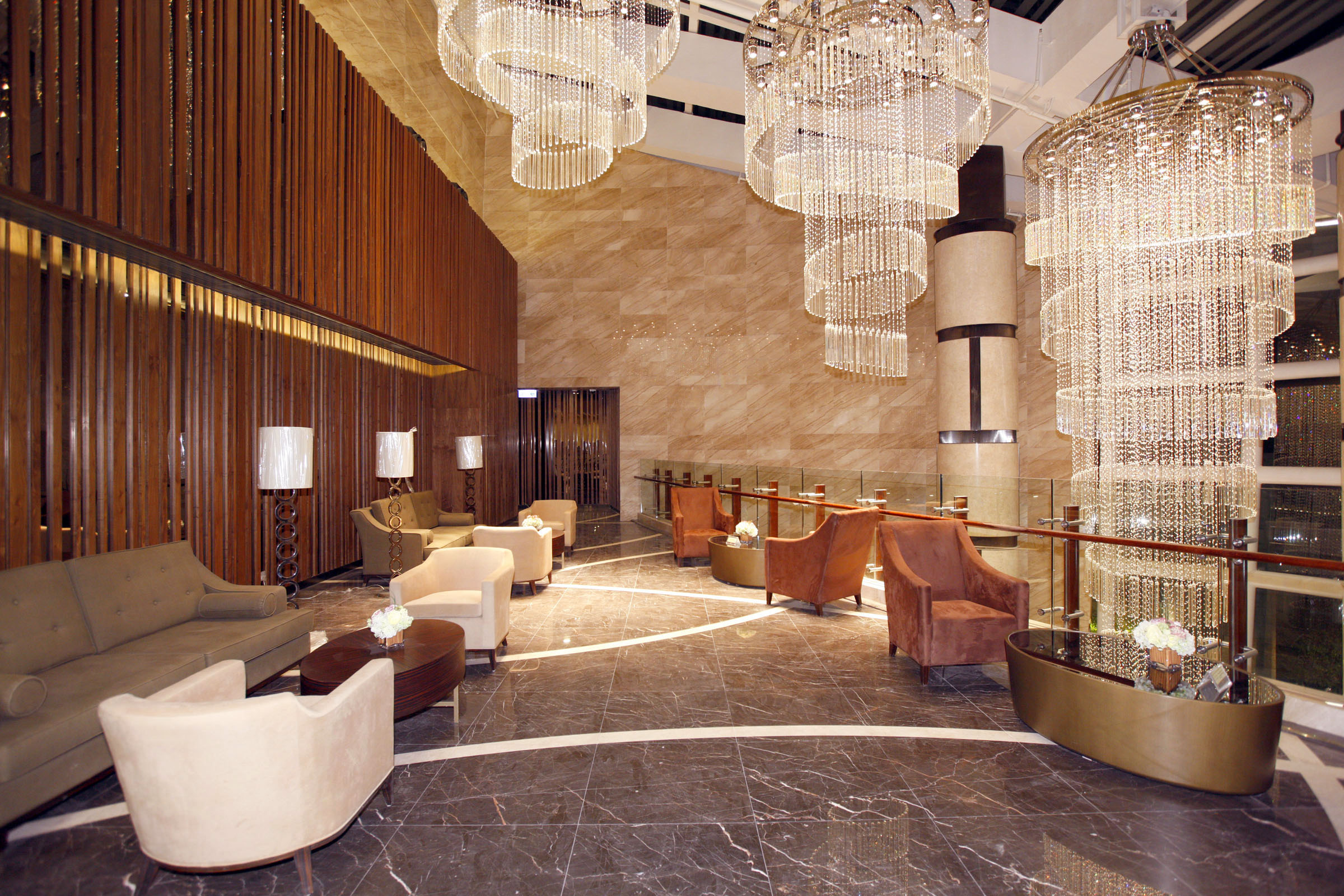
3號中轉大堂閒坐區
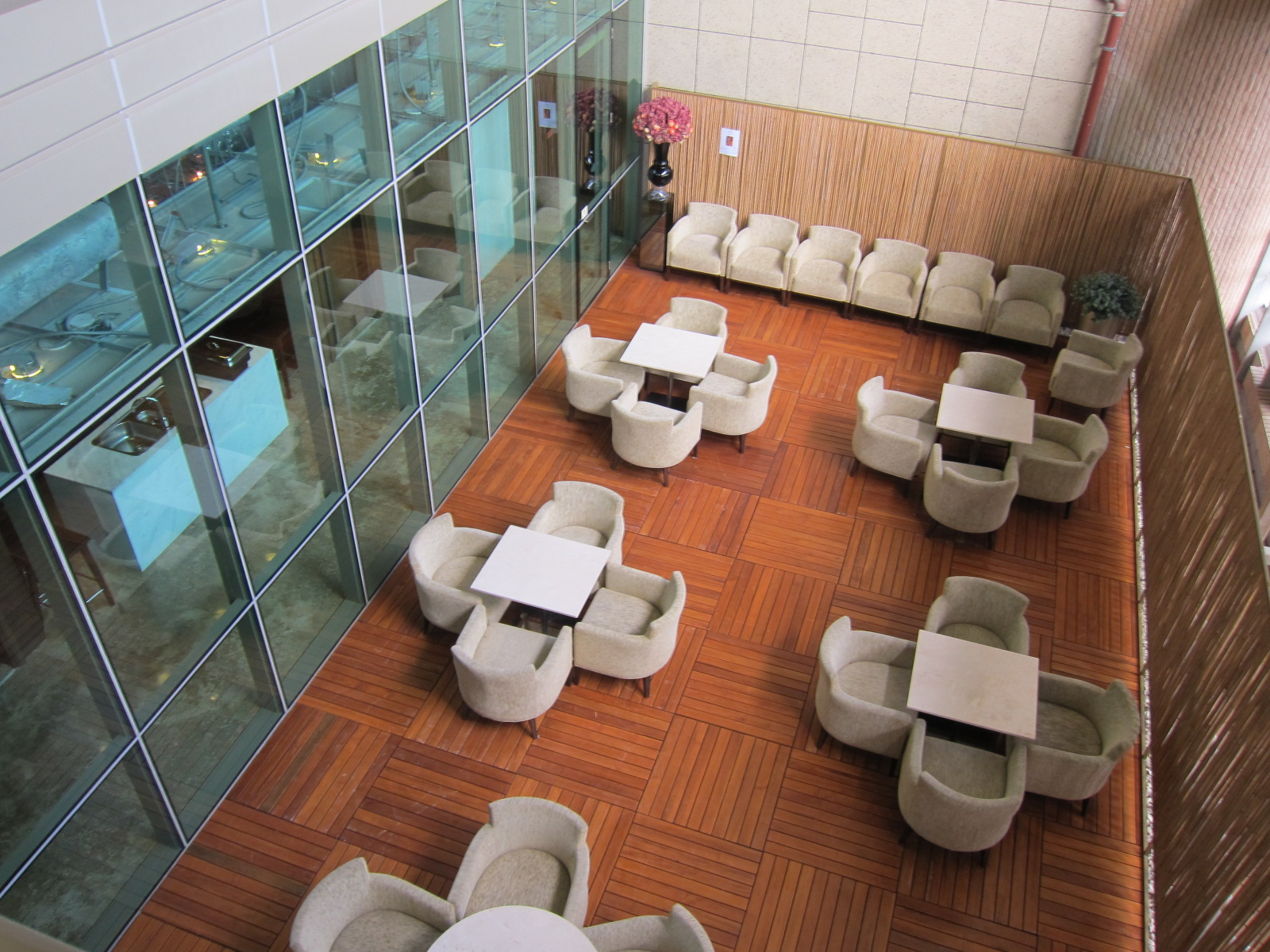
露天樂園
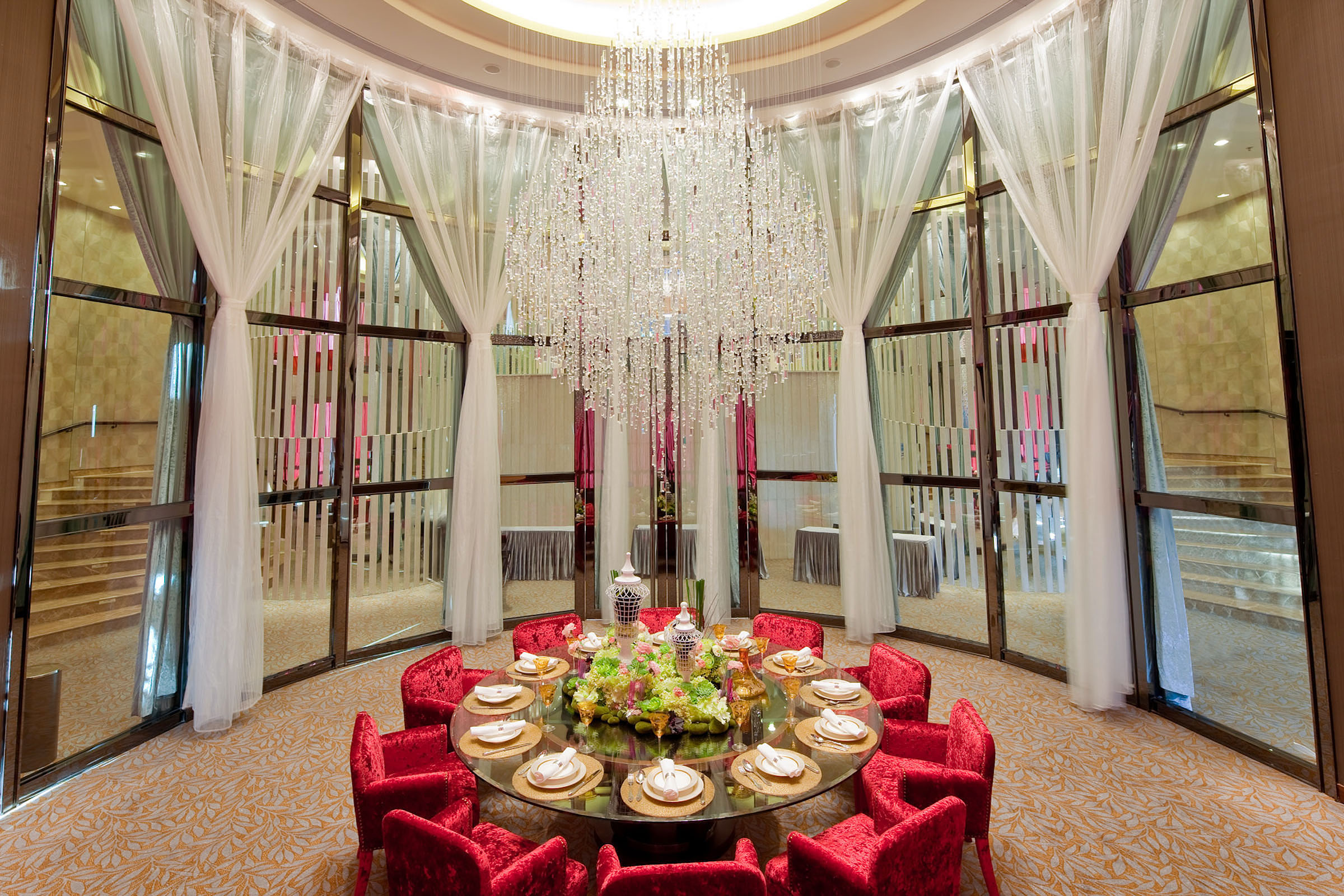
巨星禮賓廳
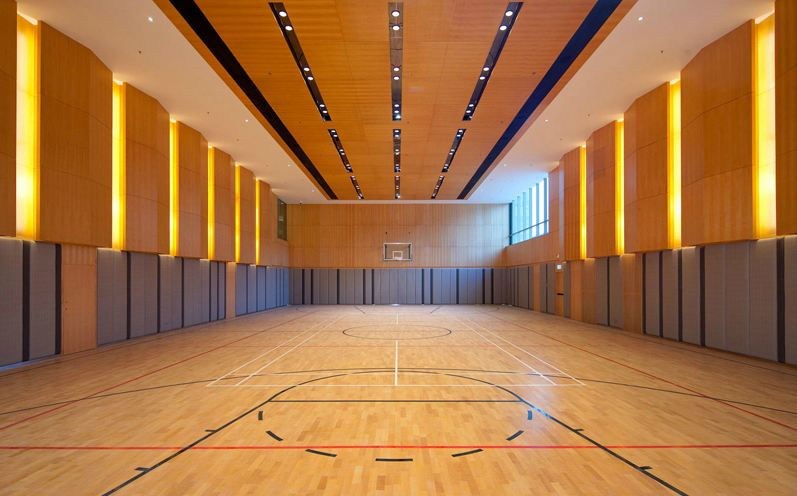
精英體育館
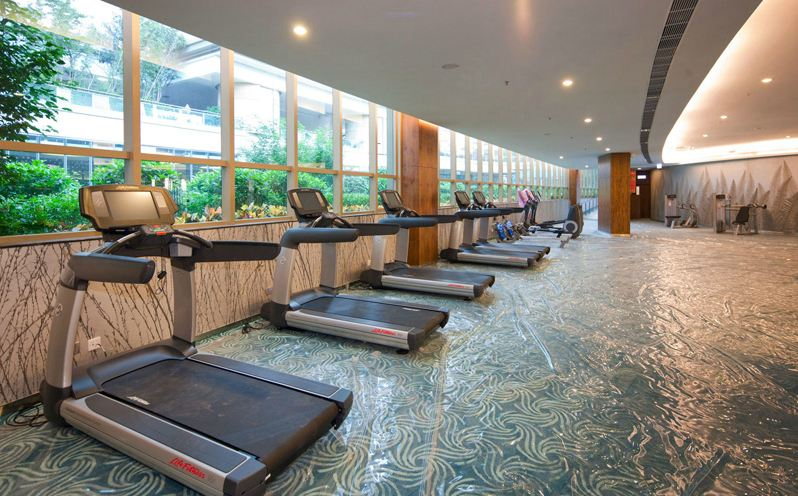
型格健身區
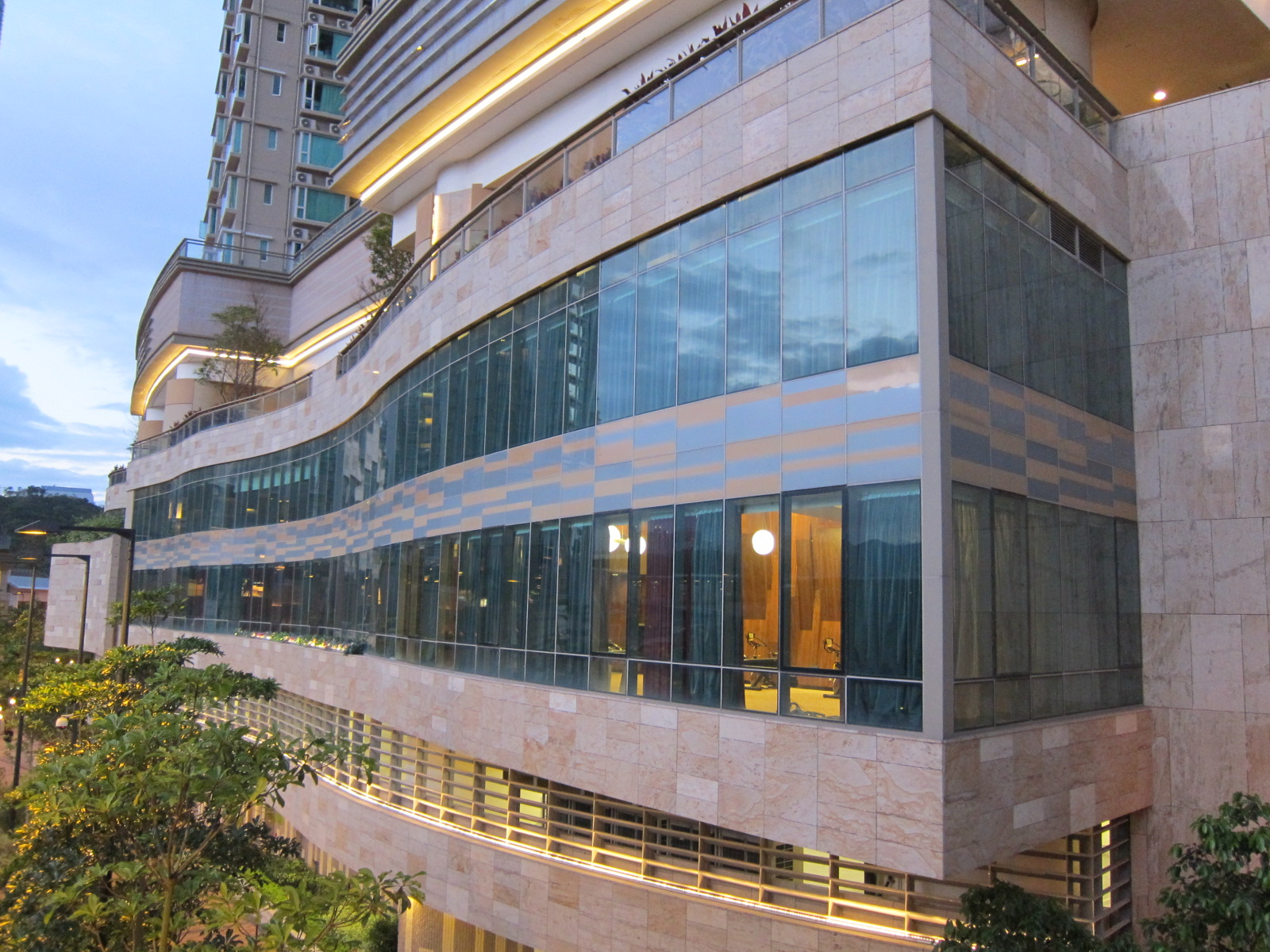
金幔基座
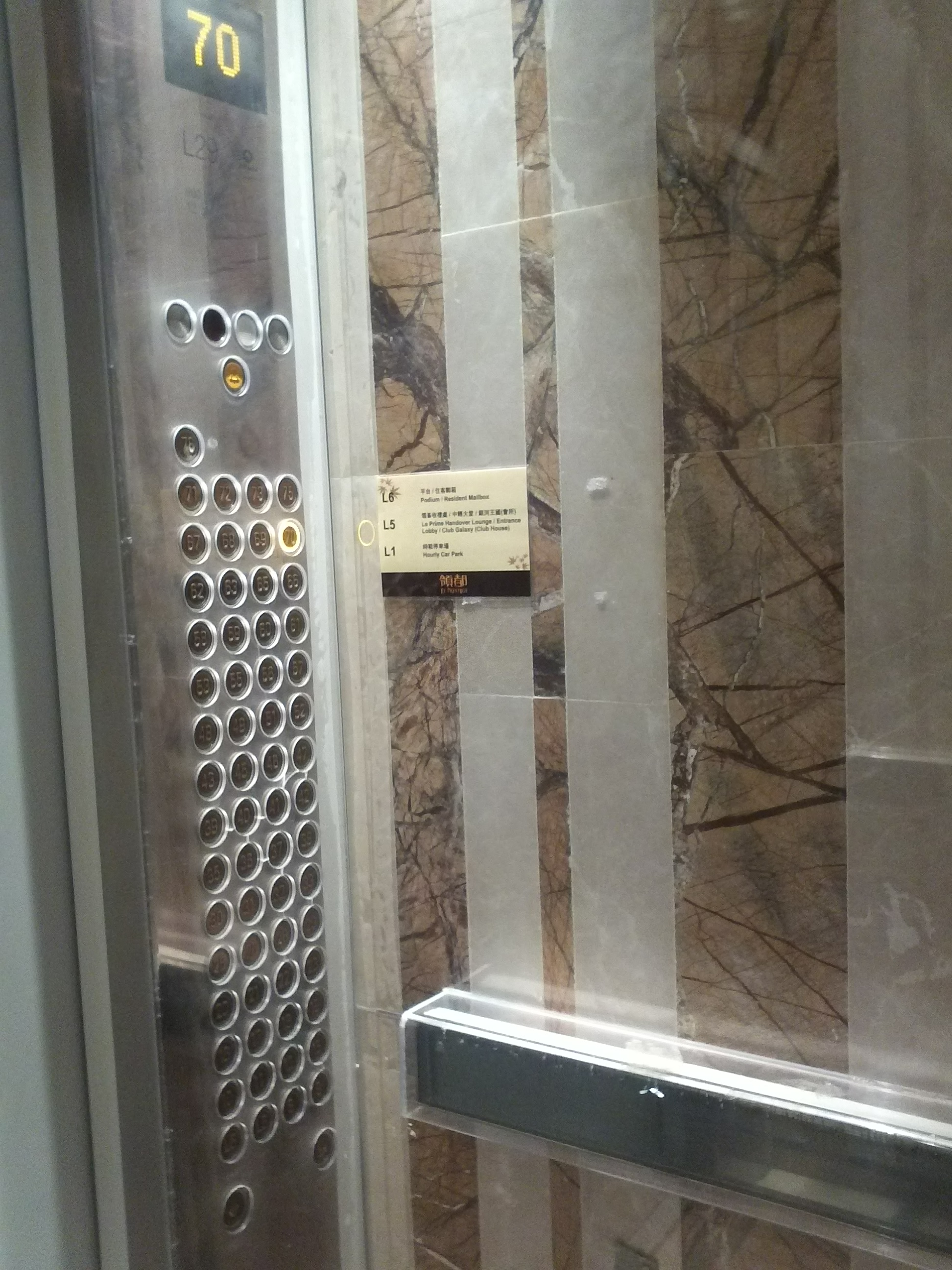
升降機內部
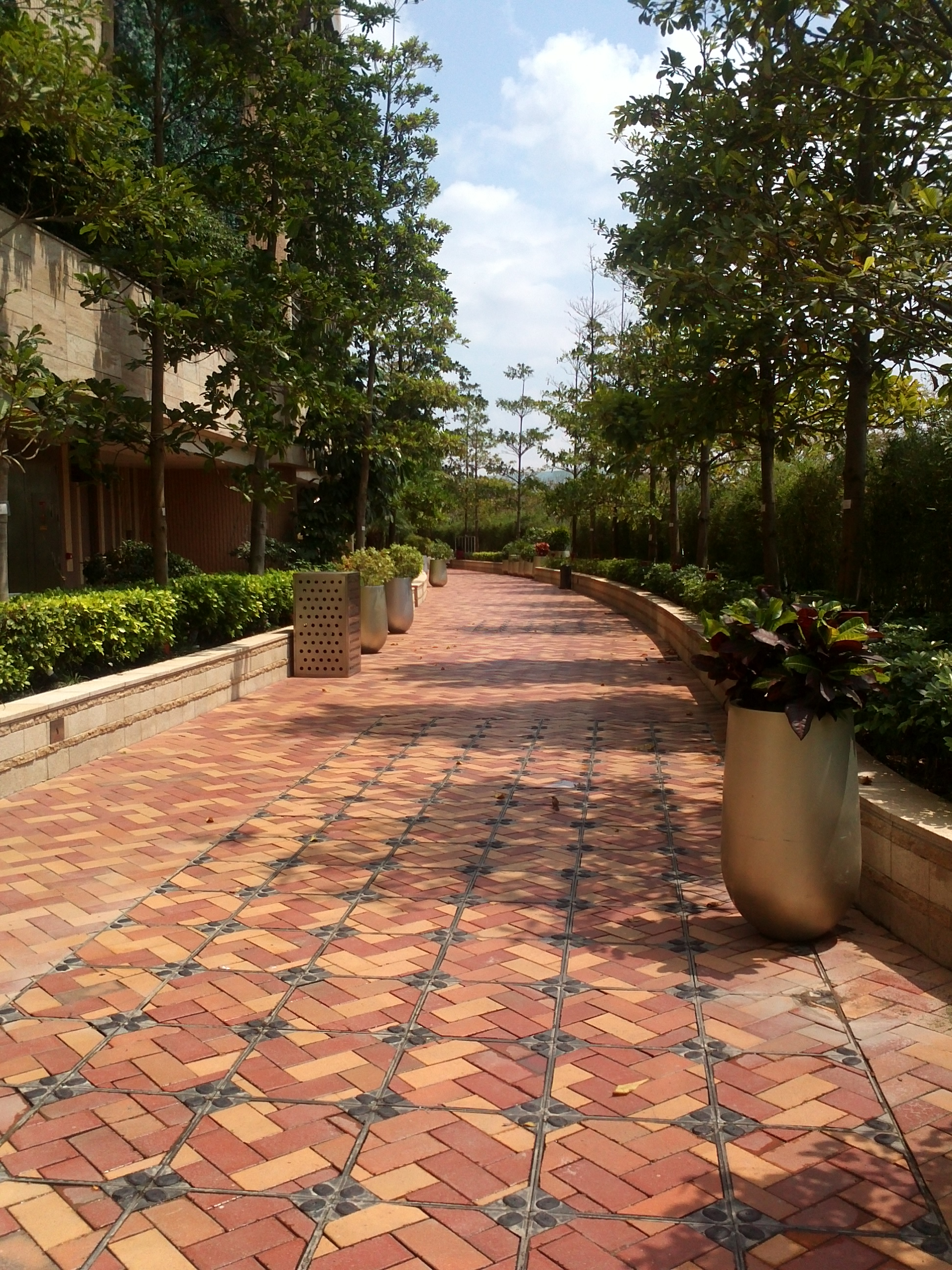
L1行人路

### 園林花園
屋苑6樓設有住客信箱及一個全區首設的12萬呎園林花園—芊葉庭園，設有音樂噴泉、噴水池、草地及兒童遊樂場等設施。此外，領都、領峯及領凱公用部廣泛採用垂直綠化，在基座各層設置了各式花槽及垂直綠化牆，大量種植各種植物，綠化環境，迎合日出康城健康及可持續發展的生活方式。

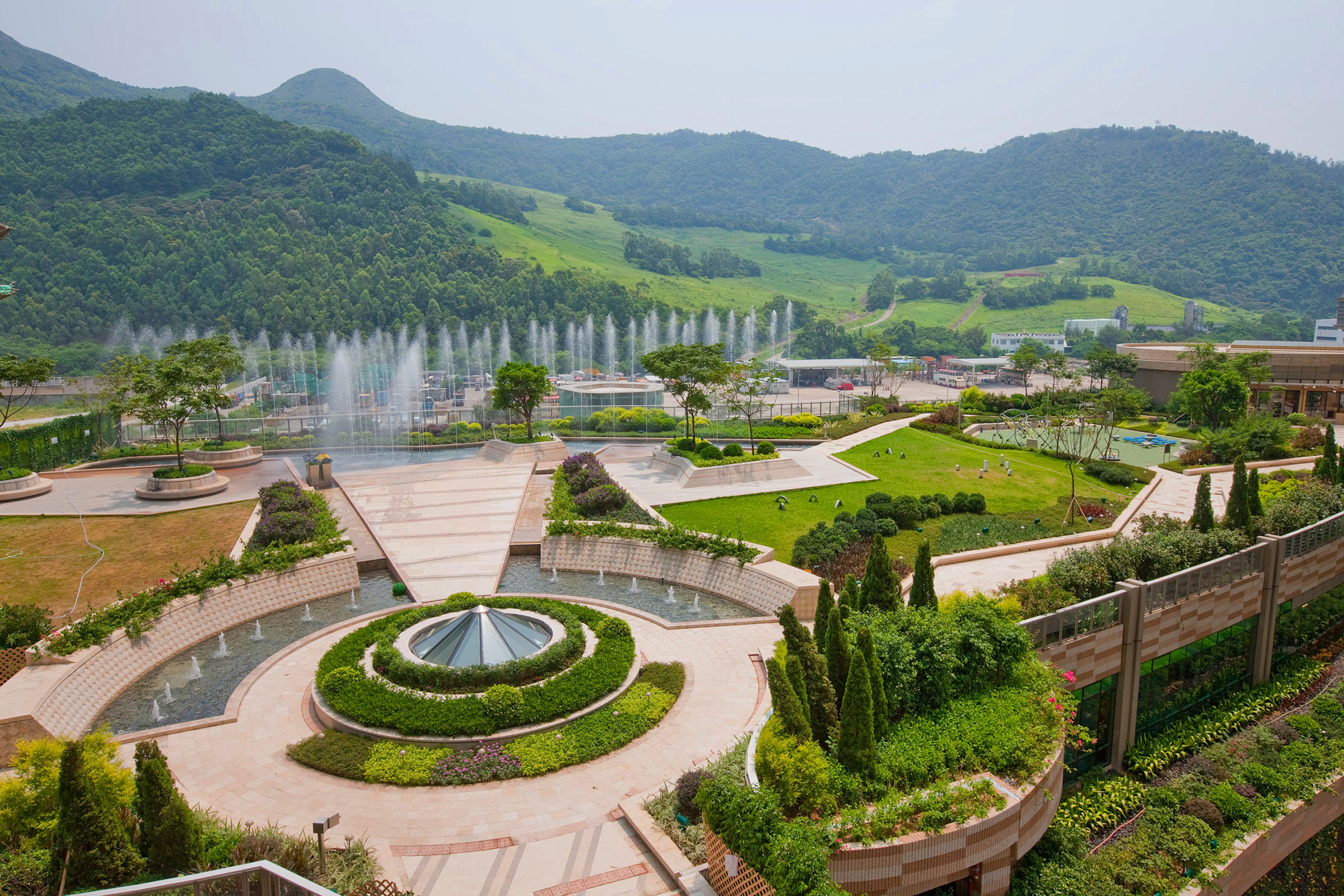
芊葉庭園全景
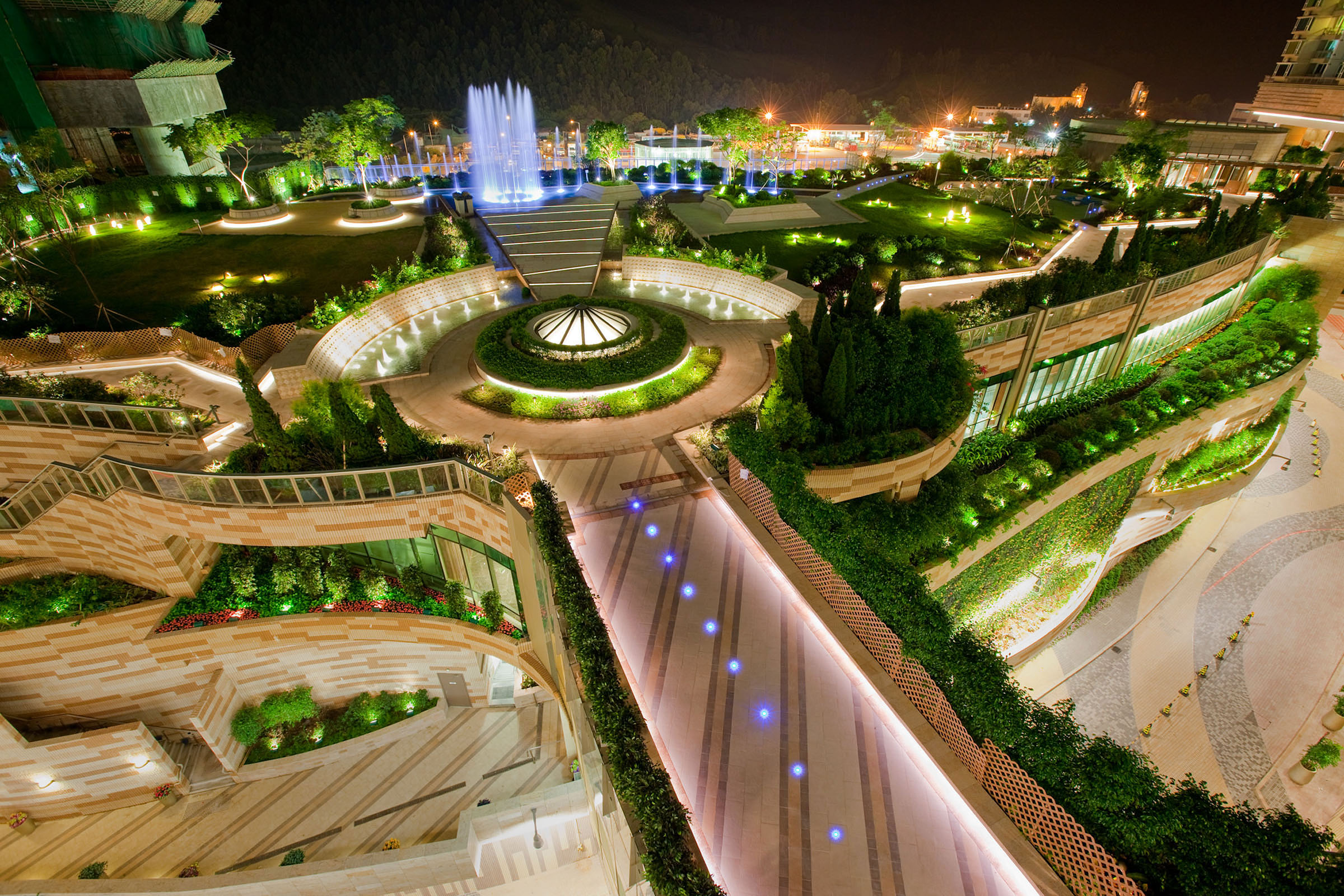
芊葉庭園夜景
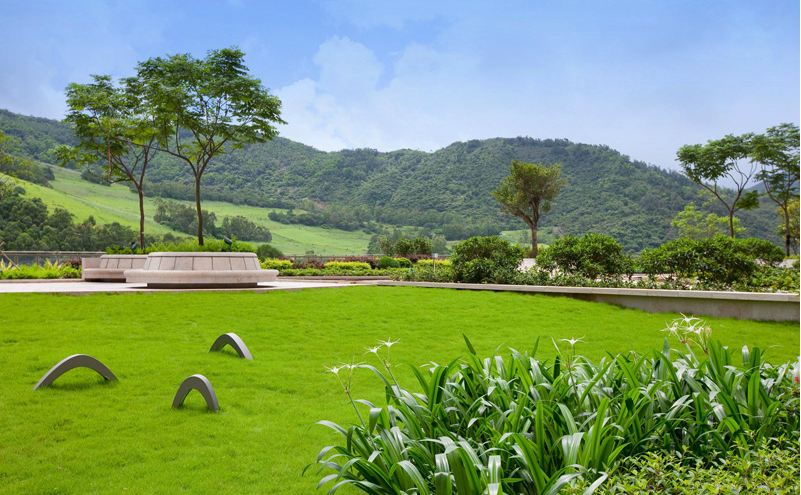
草地
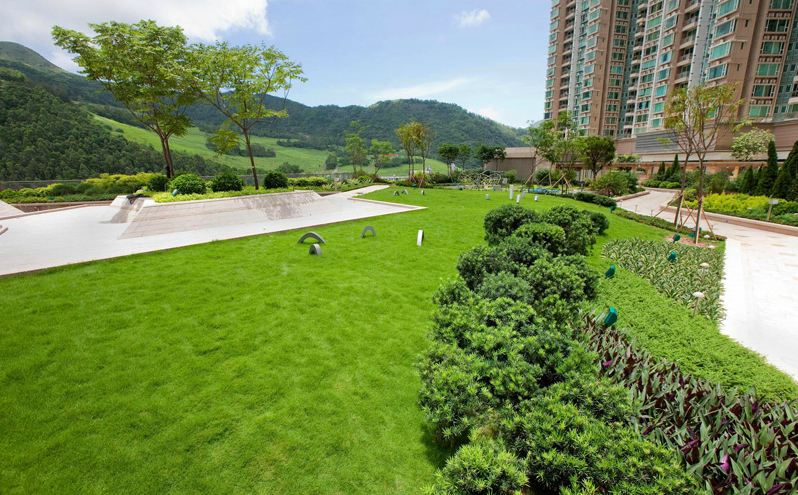
芊葉庭園
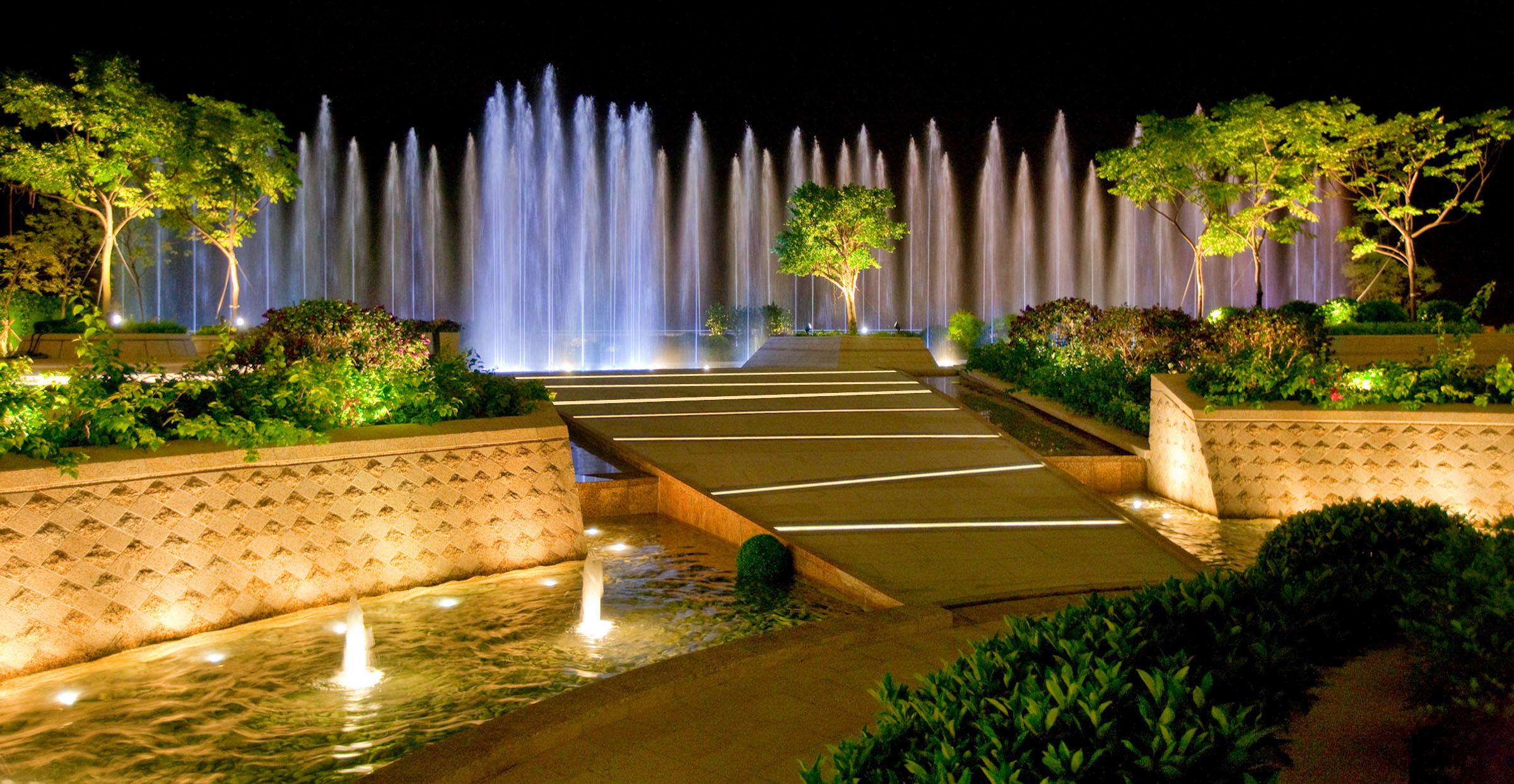
音樂噴泉夜景
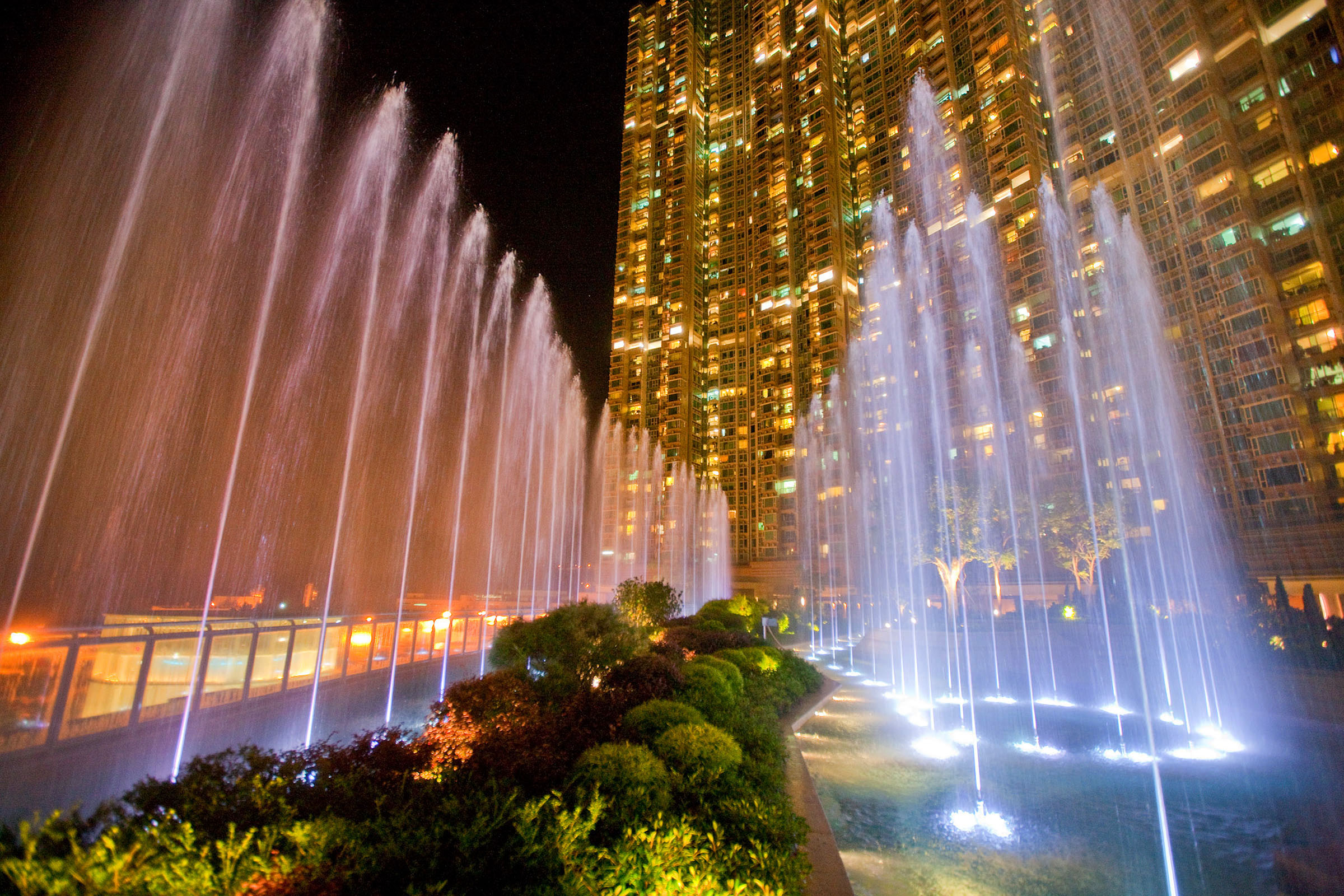
音樂噴泉夜景
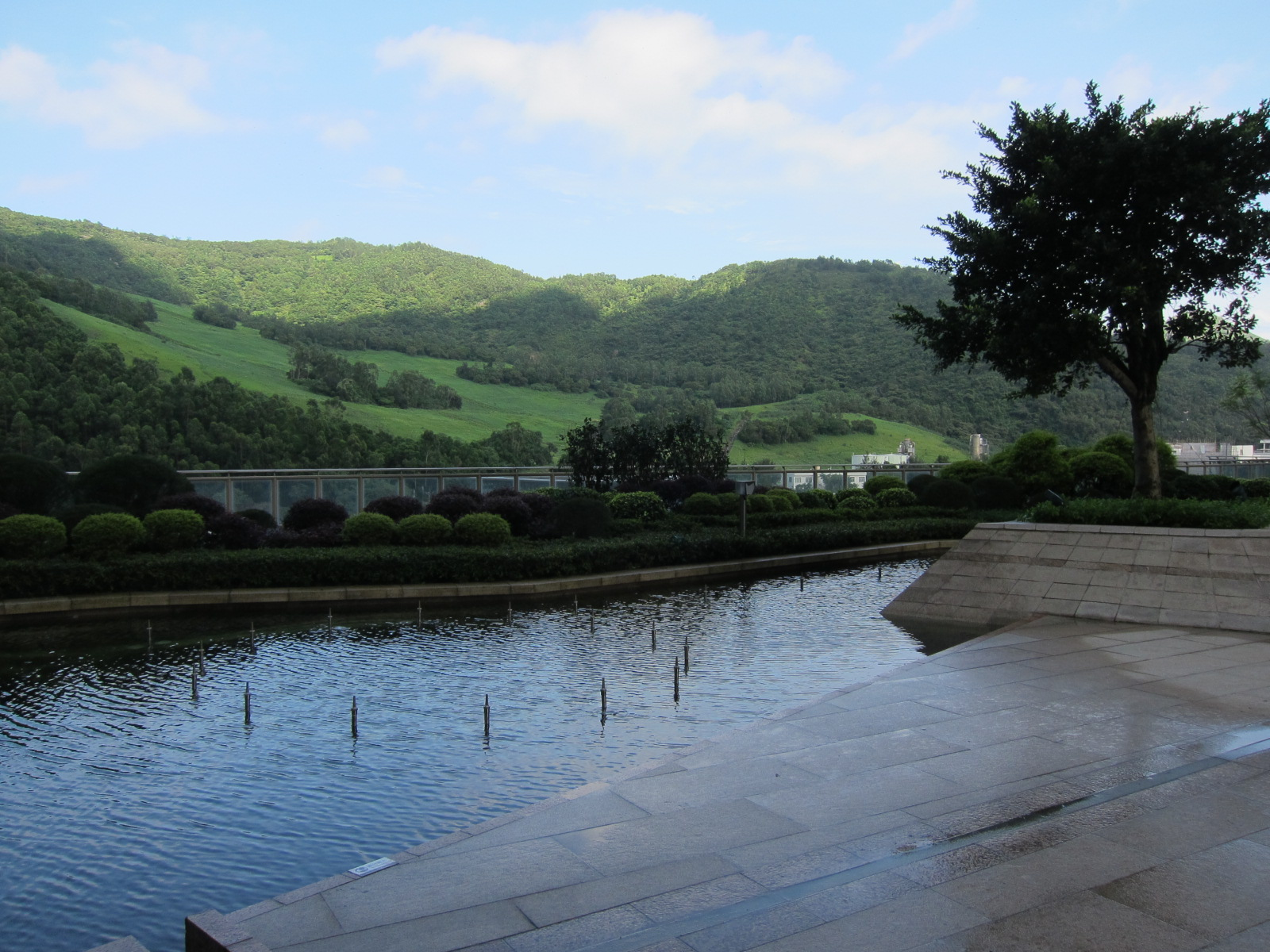
芊葉庭園水池
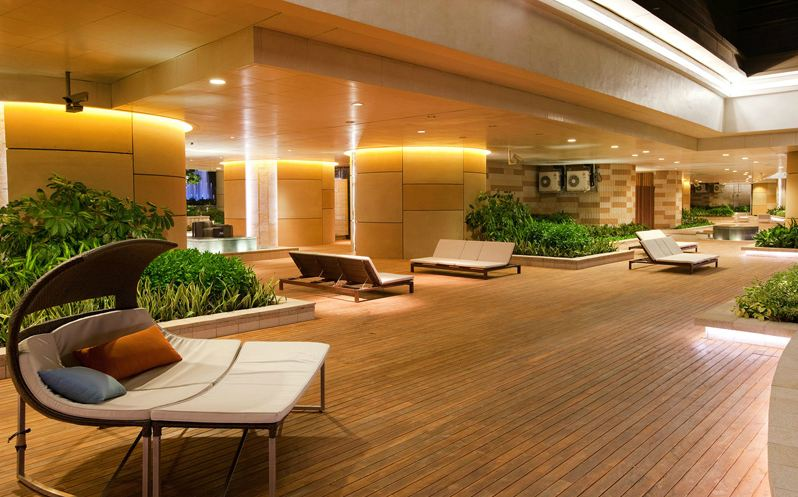
平台花園閒坐區
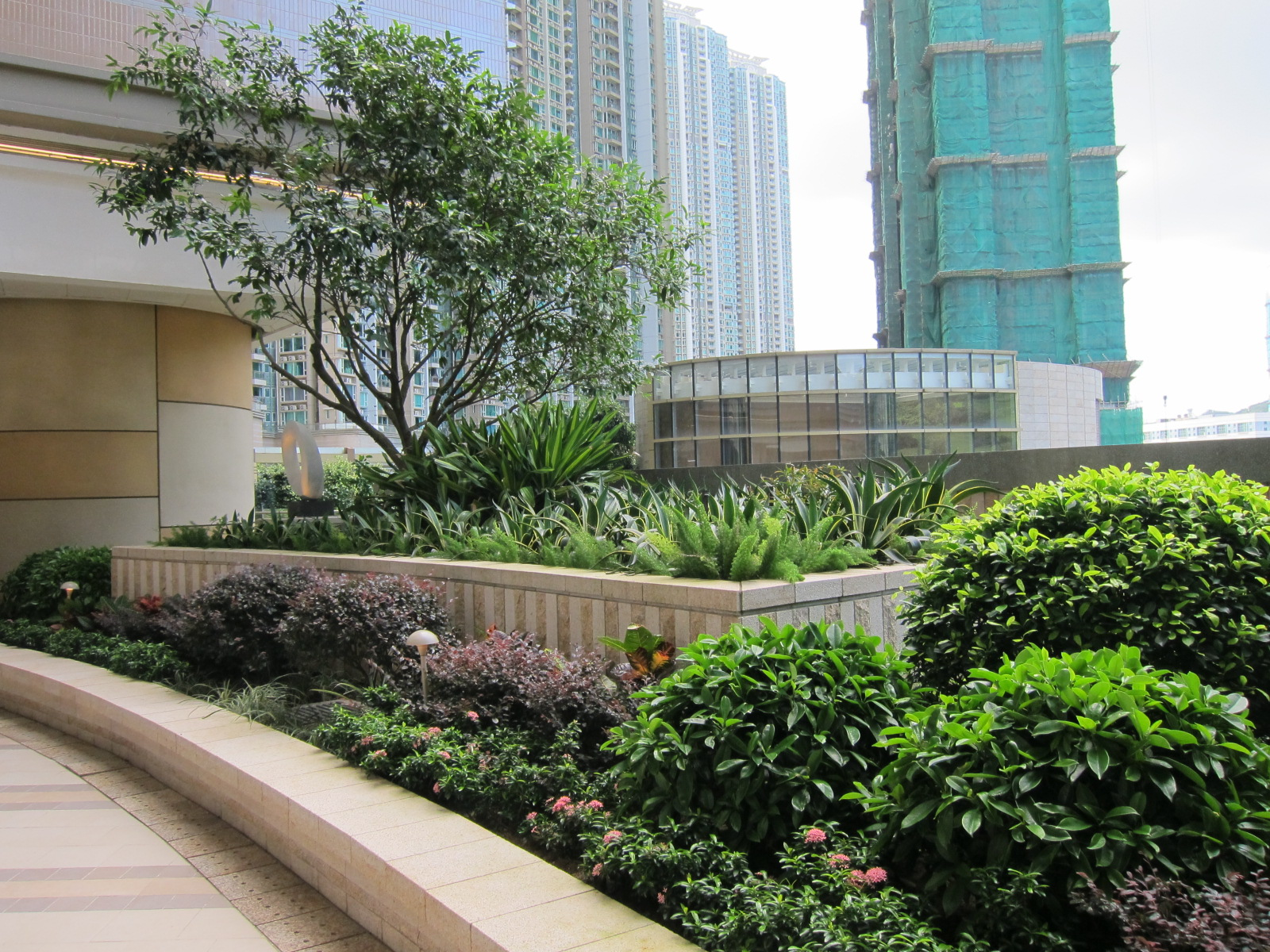
平台花園
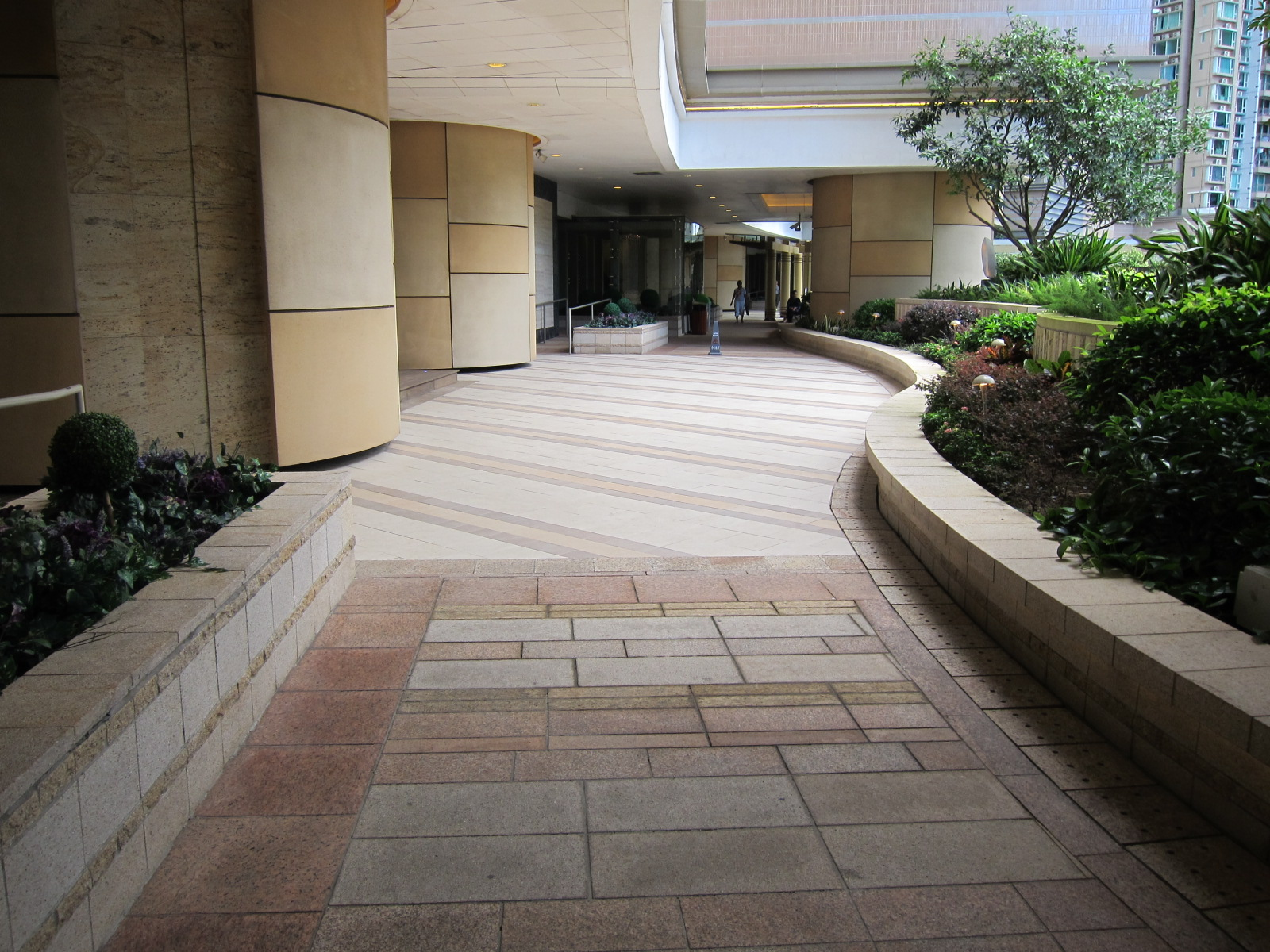
平台花園通道
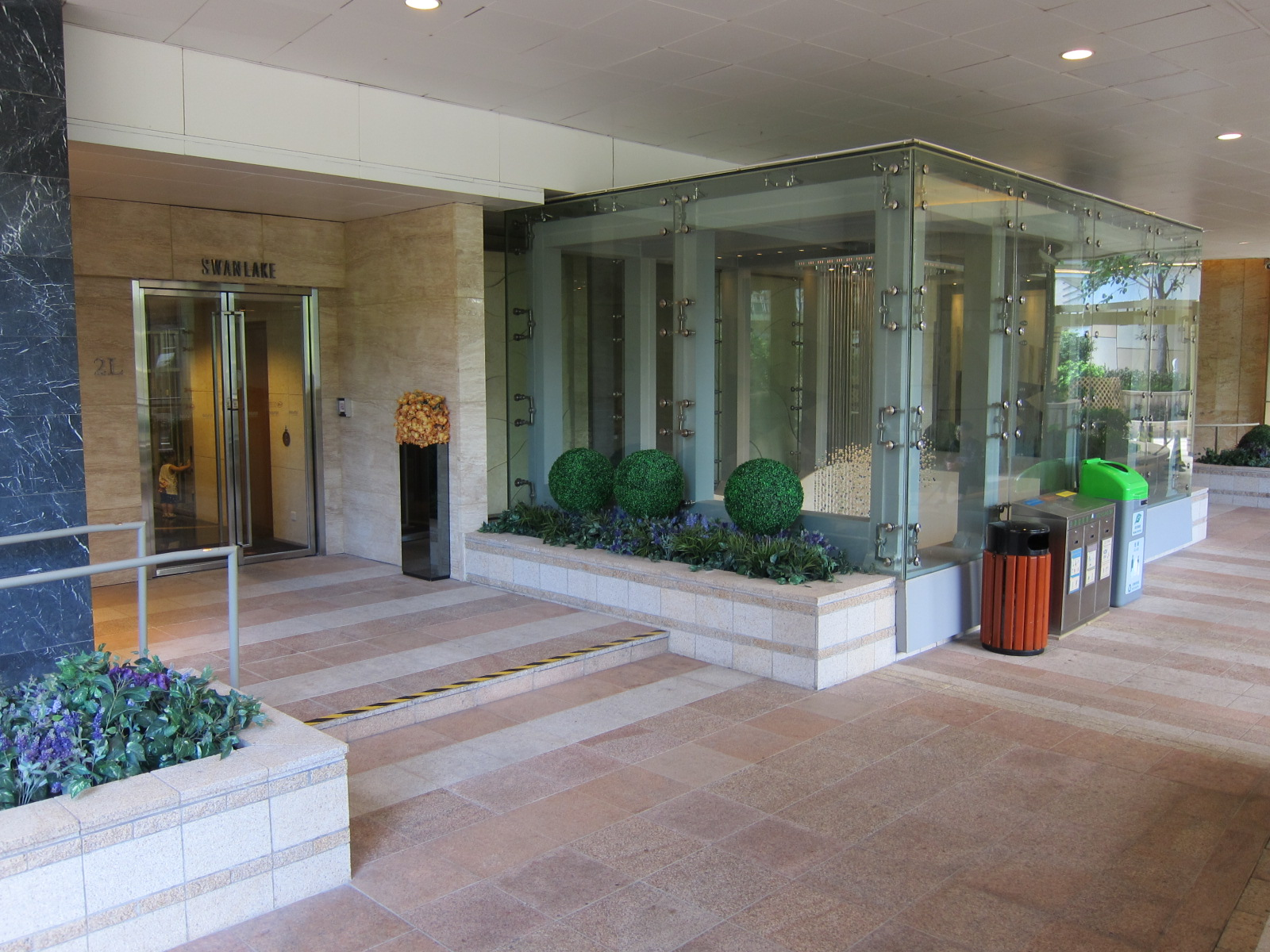
L6層住宅大堂
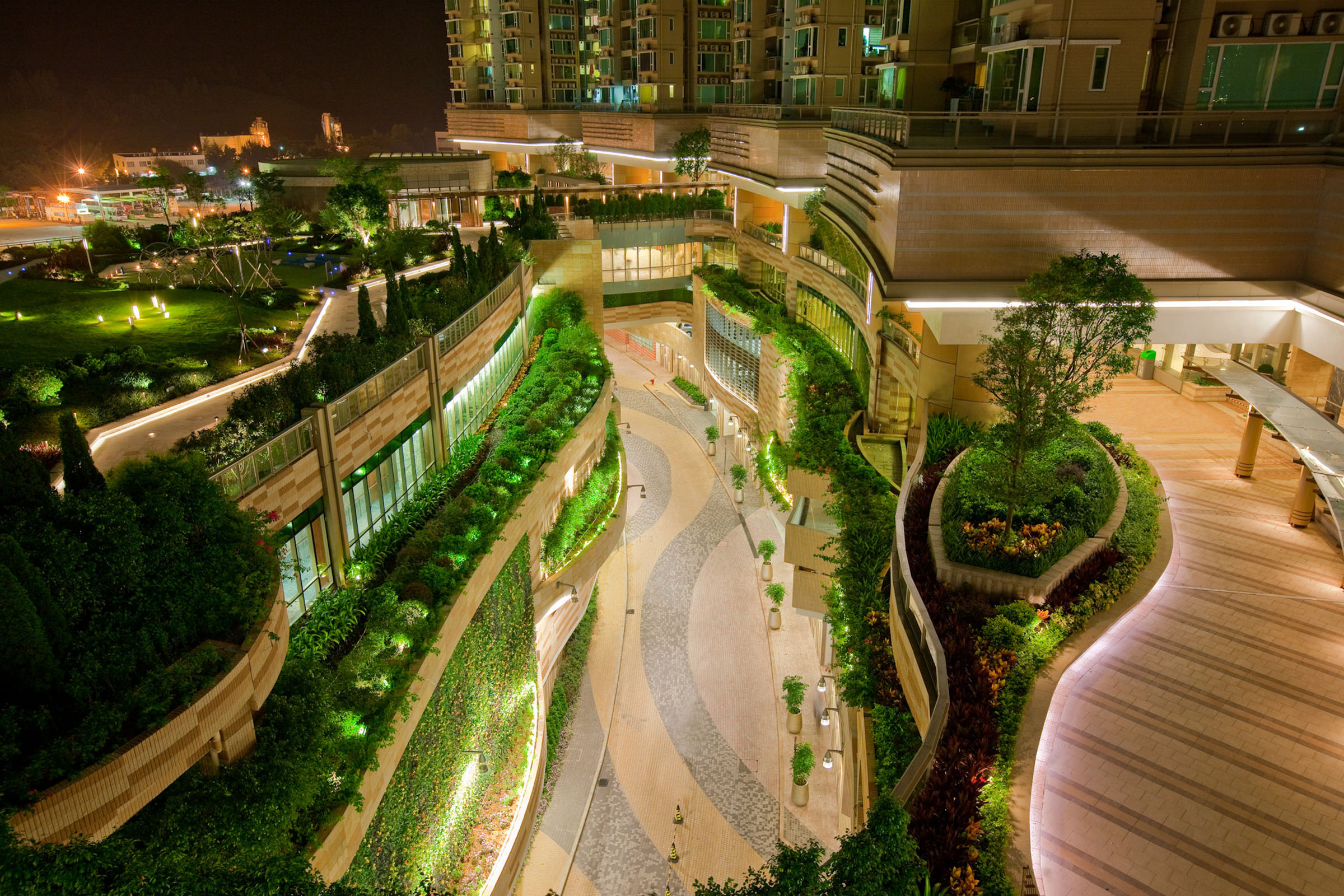
平台花園及屋苑私家道路夜景
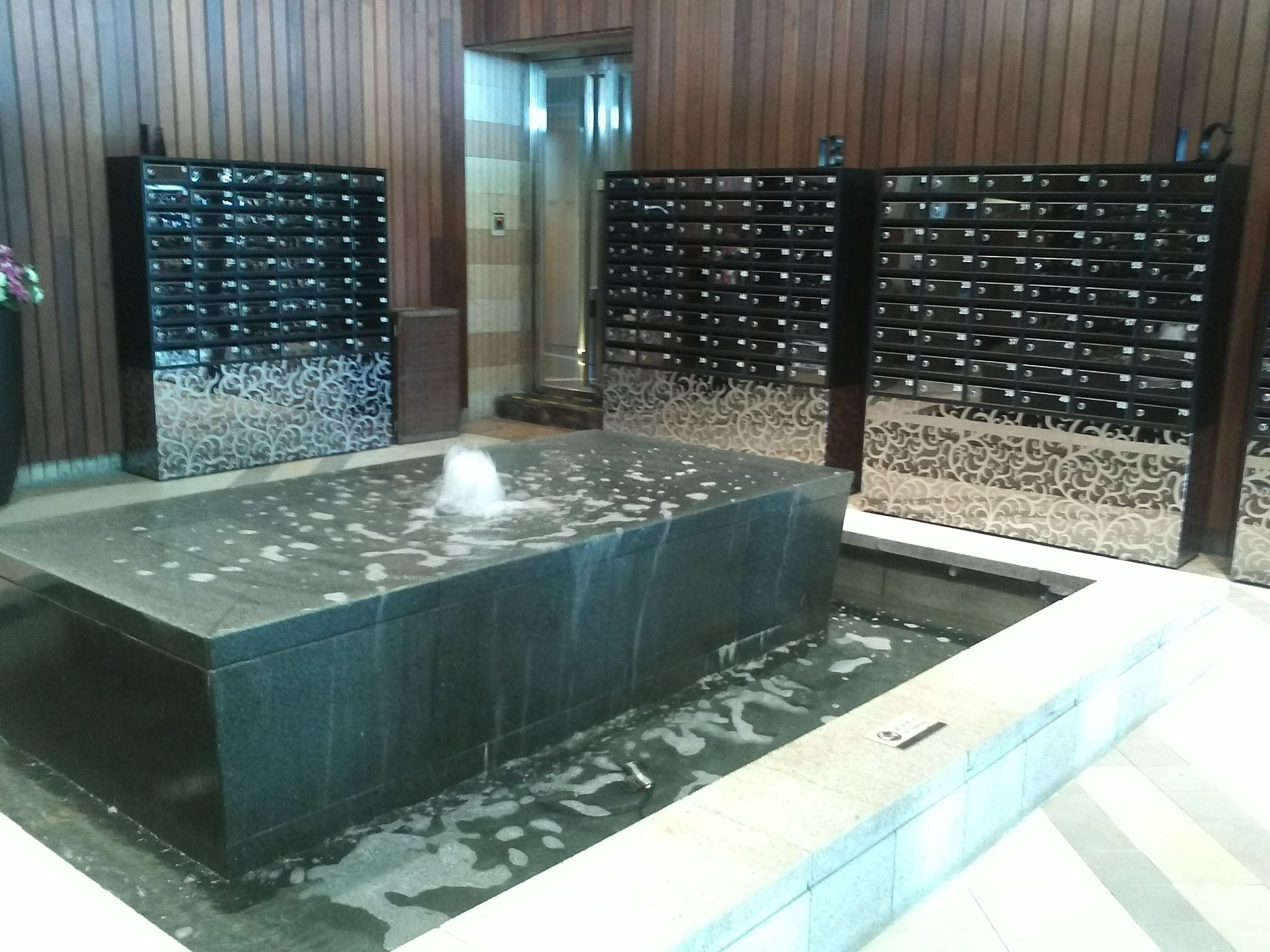
住客郵箱

### 餐飲設施
領都會所「銀河王國」設有餐廳，名為「珠記冰室」，位於領凱11座保齡球場旁邊，提供中菜、西餐等菜式，設大型落地玻璃外望天河戶外泳池及清水灣郊野公園山景。餐廳僅供領都、領峯及領凱住客進入。

### 其他設施
領都地下設有一所幼稚園；三樓的二號中轉大堂設有有蓋行人通道，為24小時開放，可連接到日出公園、第一期首都及康城站，由於受工程延誤影響，故該部分在領都入伙約半年的2010年12月31日才啟用。
領都旁邊亦設有「日出公園」及「動感公園」，均為日出康城居民才可進入。其中日出公園設有寵物玩樂設施、水上遊戲設施及大型綠色草坪。

## 物業管理
屋苑由港鐵公司負責物業管理。2010年及2011年管理費達每平方呎為2.15元，雖然2012年1月起管理費每平方呎調低至1.7元，但仍屬將軍澳區第三高，僅次於天晉及屋苑第一期首都的每平方呎1.9元。

### 管理處

#### 聯絡資料
電話：(852) 3919 2000

#### 開放時間
星期一至星期六：上午8:30 至 下午18:00

## 業主附屬委員會
- 第一屆  
  - 主席：葉志成
  - 秘書：康潔明

- 第二屆  
  - 主席：陳國強
  - 秘書：張民光

## 樓層分佈
- L1：車輛通道、卸貨區、停車場、幼兒園及幼稚園、中轉大堂
- UL1：消防員專用樓層（僅1-8座）
- L2：停車場、中轉大堂
- L3：停車場、中轉大堂、行人天橋往港鐵站及日出公園、會所、管理處
- L5：各座禮賓部、住宅大堂、中轉大堂、會所、保安控制室
- L6：信箱、園林花園、兒童遊樂場、中轉大堂
- 8/F-76/F：住宅
- 27/F及50/F：避火層
- R/F：天台
- L.M.R/F：升降機機房

所有座數均不設地下、4樓、7樓、13樓、14樓、24樓、34樓、44樓、54樓、64樓及74樓。

## 升降機服務
領都、領峯及領凱升降機服務樓層列表（全部為迅達升降機）
領都（第2A期）
- 第1座
  - 1部：升降機到達1樓至65樓各層

  - 1部：升降機到達1樓、2樓至26樓、28樓至49樓及51樓至65樓各層

  - 4部：升降機到達5樓至26樓、28樓至49樓及51樓至65樓各層
- 第2座
  - 1部：升降機到達1樓至70樓各層

  - 1部：升降機到達1樓、2樓至26樓、28樓至49樓及51樓至70樓各層

  - 4部：升降機到達5樓至26樓、28樓至49樓及51樓至70樓各層
- 第3座
  - 1部：升降機到達1樓至70樓各層

  - 1部：升降機到達1樓、2樓至26樓、28樓至49樓及51樓至70樓各層

  - 4部：升降機到達5樓至26樓、28樓至49樓及51樓至70樓各層
- 第5座
  - 1部：升降機到達1樓至70樓各層

  - 1部：升降機到達1樓、2樓至26樓、28樓至49樓及51樓至70樓各層

  - 4部：升降機到達5樓至26樓、28樓至49樓及51樓至70樓各層

領峰（第2B期）
- 第6座
  - 1部：升降機到達1樓至76樓各層

  - 1部：升降機到達1樓、2樓至26樓、28樓至49樓及51樓至76樓各層

  - 4部：升降機到達5樓至26樓、28樓至49樓及51樓至76樓各層
- 第7座
  - 1部：升降機到達1樓至76樓各層

  - 1部：升降機到達1樓、2樓至26樓、28樓至49樓及51樓至76樓各層

  - 4部：升降機到達5樓至26樓、28樓至49樓及51樓至76樓各層
- 第8座
  - 1部：升降機到達1樓至76樓各層

  - 1部：升降機到達1樓、2樓至26樓、28樓至49樓及51樓至76樓各層

  - 4部：升降機到達5樓至26樓、28樓至49樓及51樓至76樓各層

領凱（第2C期）
- 第9座
  - 1部：升降機到達1樓至72樓各層

  - 1部：升降機到達1樓至26樓、28樓至49樓及51樓至72樓各層

  - 4部：升降機到達5樓至26樓、28樓至49樓及51樓至72樓各層
- 第10座
  - 1部：升降機到達1樓至69樓各層

  - 1部：升降機到達1樓至26樓、28樓至49樓及51樓至69樓各層

  - 4部：升降機到達5樓至26樓、28樓至49樓及51樓至69樓各層
- 第11座
  - 1部：升降機到達1樓至66樓各層

  - 1部：升降機到達1樓至26樓、28樓至49樓及51樓至66樓各層

  - 4部：升降機到達5樓至26樓、28樓至49樓及51樓至66樓各層

基座
- 1號中轉大堂
  - 3部：升降機到達1樓至6樓
- 2號中轉大堂
  - 3部：升降機到達1樓至6樓

  - 1部：升降機到達1樓及5樓
- 3號中轉大堂
  - 4部：升降機到達1樓至6樓

備註
1. 所有座數均不設地下、4樓、7樓、13樓、14樓、24樓、34樓、44樓、54樓、64樓及74樓。
2. 第1座至第8座U1樓為消防員專用樓層。
3. 所有座數27樓及50樓為庇護層。
4. 所有座數住宅層由8樓開始。

## 交通
領都、領峯、領凱毗鄰環保大道，連接將軍澳隧道公路，可以迅速抵達市區；項目旁邊為將軍澳跨灣大橋，連接將軍澳-藍田隧道，可以直達東隧及九龍區幹線，可以在20分鐘內由領都直達港島商業區及九龍市中心一帶。
領都、領峯、領凱鄰近港鐵康城站，住客可利用3樓的有蓋行人天橋前往港鐵將軍澳綫康城站，全程約需5分鐘。由康城站出發，約20分鐘可以抵達港島的鰂魚涌及九龍的觀塘，約30分鐘可以抵達中環及九龍塘。現時康城站班次約5分鐘至13分鐘一班，預計在未來會逐漸加密。
居民亦可於2號中轉大堂地下乘坐居民專車至康城站或將軍澳大型商場Popcorn。領凱旁邊亦設有巴士站，住客可以往返將軍澳、尖沙咀、紅磡、九龍城一帶。

## 停車場
領都停車場, 設有無線射頻辨識（RFID）出入閘系統。住戶亦可使用（住戶登記之八達通）作為日常出入之用。
屋苑停車場設於 L1 至 L3, 只接受八達通付款。
長實於２０１３年拆售領都所有停車位，售價由102萬至148萬元不等。所有車位現由私人擁有，除５０個時租車位由管理處管理，並不提供任何月租服務。
https://paper.hket.com/article/136328

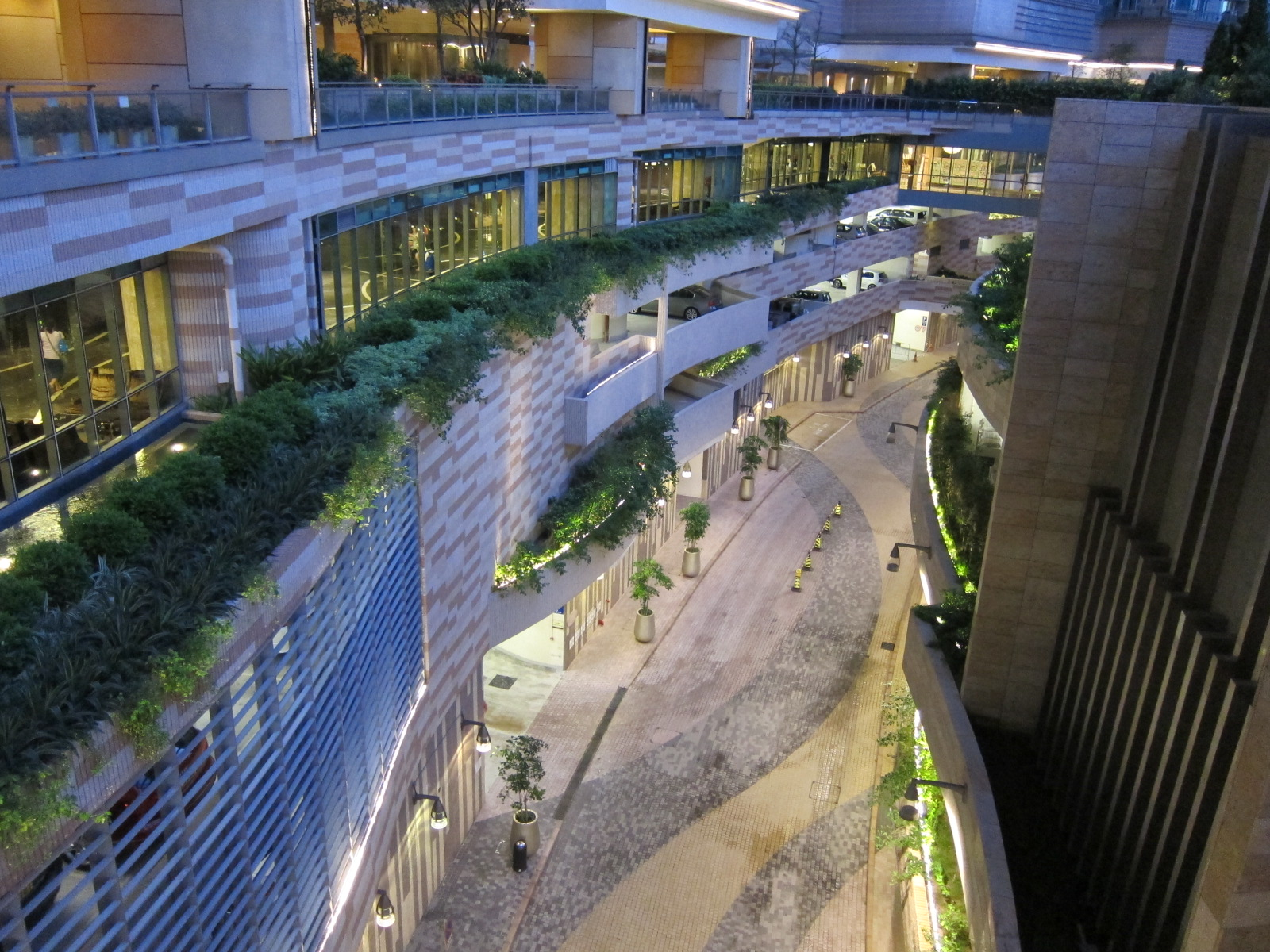
屋苑私家道路
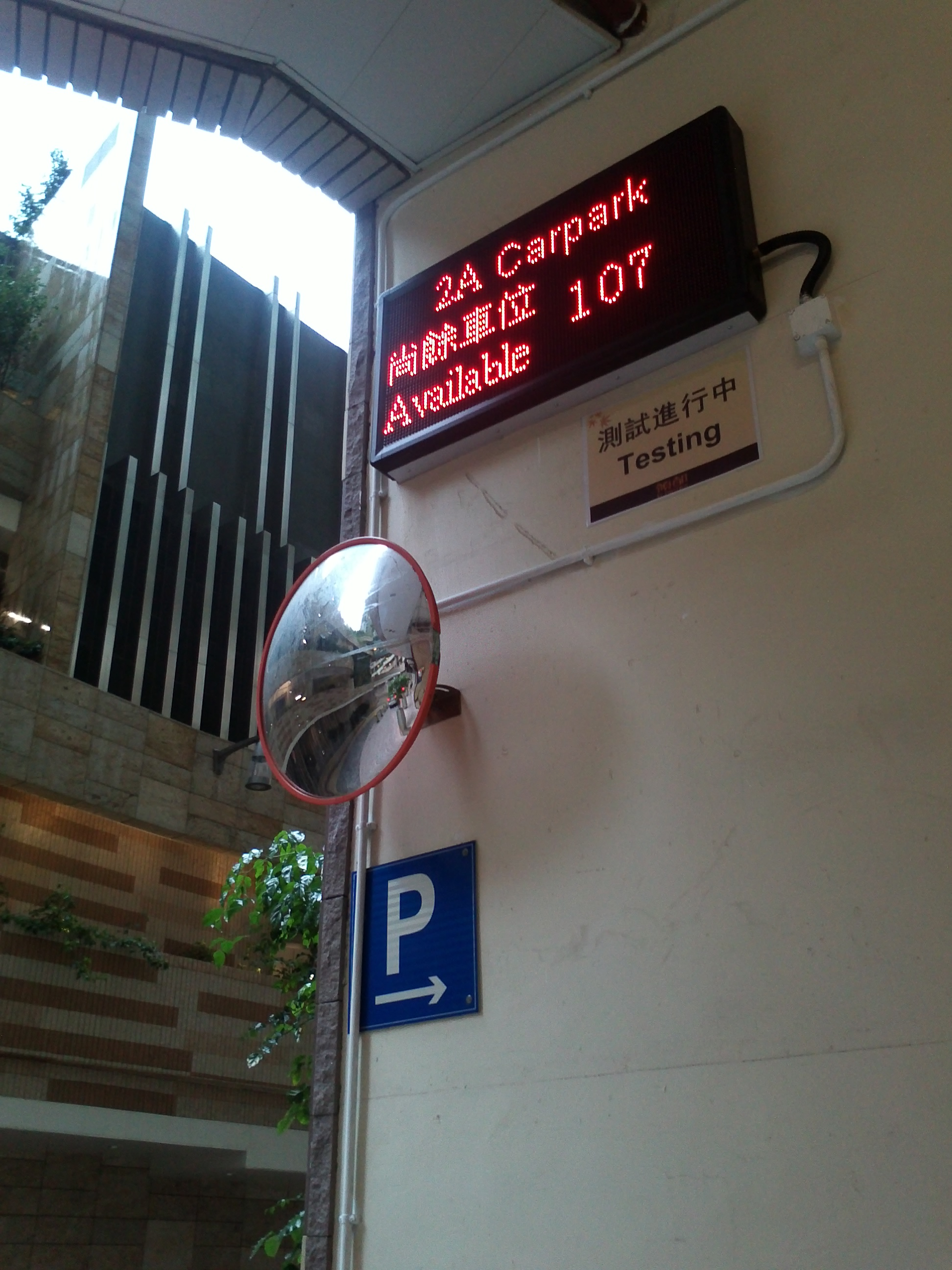
2A停車場車輛流量計算器
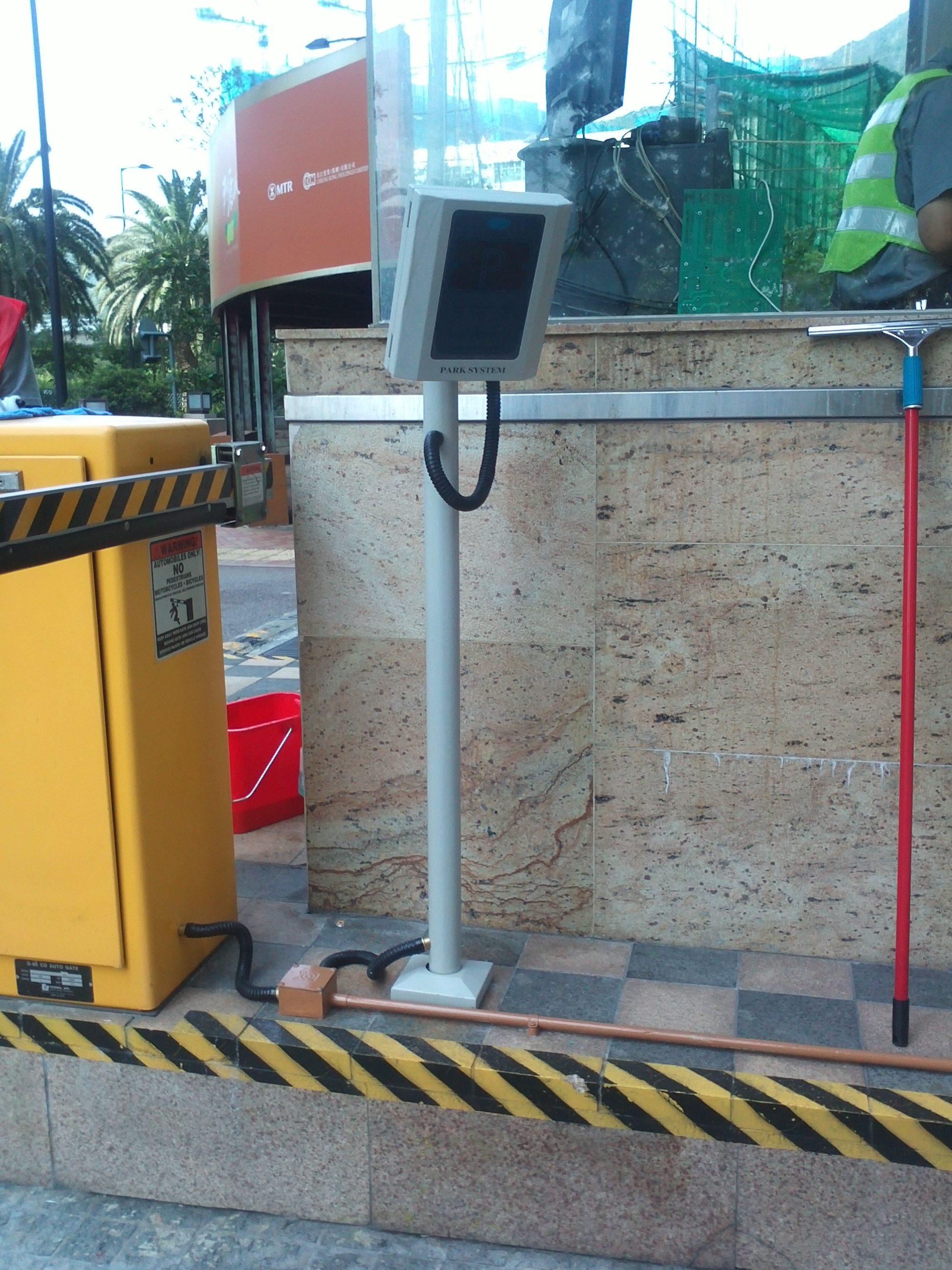
無線射頻辨識系統感應器
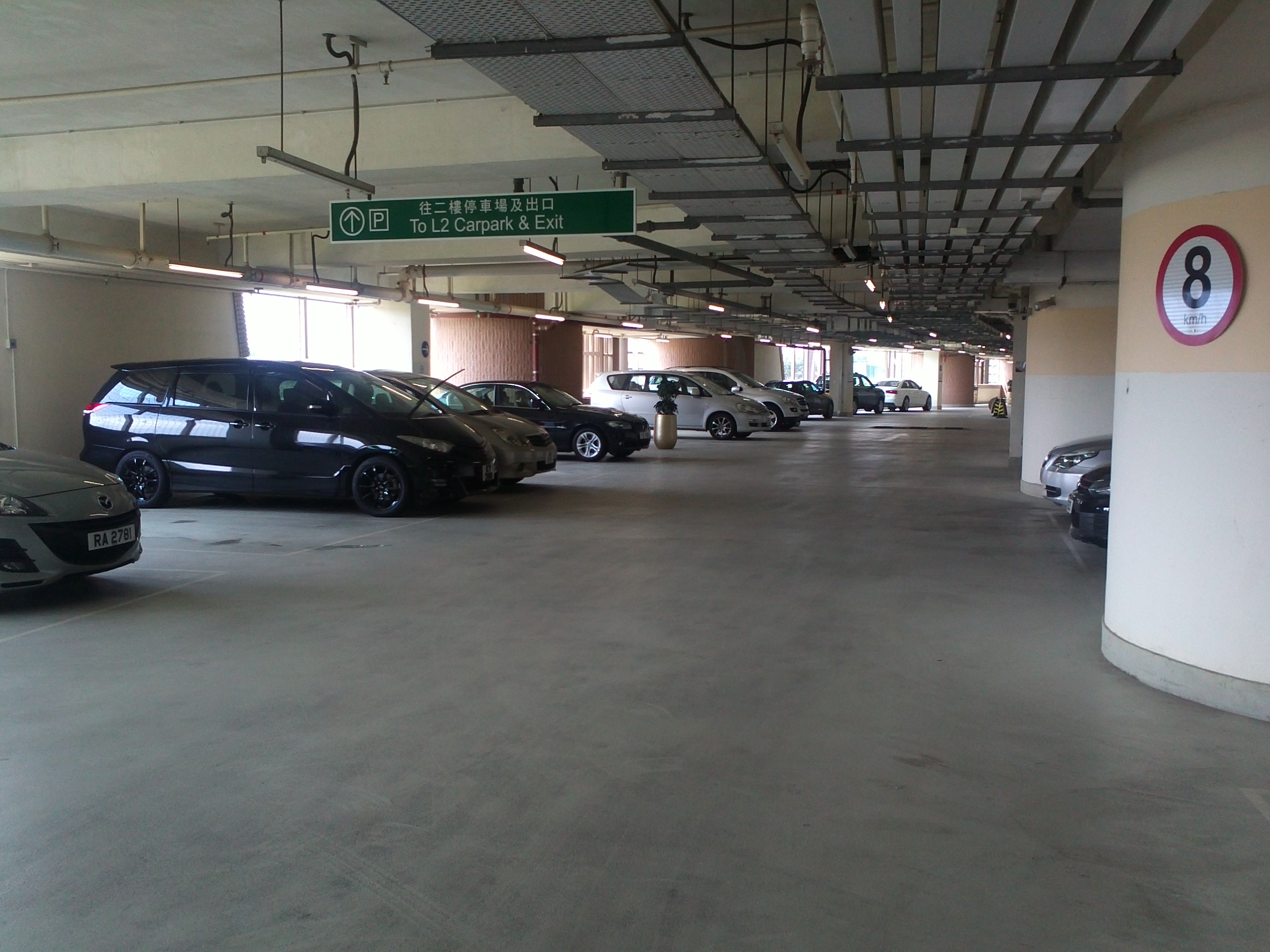
L2停車場

## 獎項

### 2012最佳園林大獎
日出康城-首都及領都獲得2012最佳園林大獎 大型住宅物業組 樓齡10年或以下組別 園藝保養獎金獎。

## 爭議

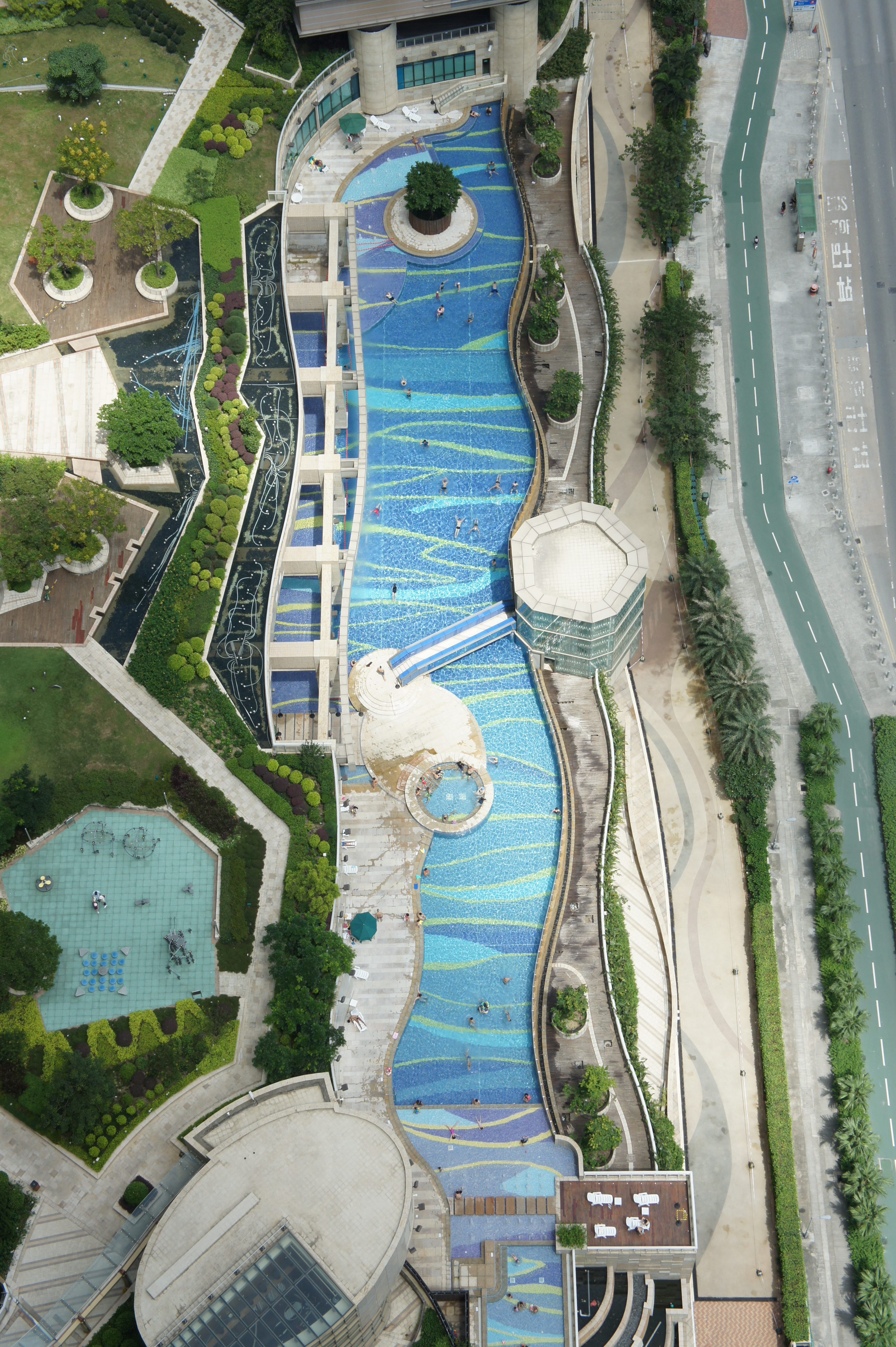
日出康城第2期泳池於2013年6月因發現「甩磚」問題，需封池維修，入伙六年仍然未啟用，最後到2016年才對外開放

### 工人拖欠薪金
自2008年1月開始，因外判承建商拖欠薪金，而前後三次引發工潮，工人在地盤附近示威，當時更阻塞了日出康城唯一一條通往市區的環保大道，最後要勞工處介入。

### 廣告爭議
「日出康城」第二期「領都」在2009年7月初所播放廣告內容誇張失實，廣告用日本的新幹線列車、法國TGV高速列車、將軍澳運動場和將軍澳跨灣連接路等假資料誤導買家。港鐵法律部要求長實更正，不果。長實董事趙國雄回應記者稱：「廣告係咁架啦。」（廣告就是這樣的） 有關報導公開後，長實隨即製作新一輯廣告，只保留法國TGV高速列車。

### 延遲交樓

#### 領都
根據領都售樓書，項目原定於2010年6月30日完工。不過長實於6月中旬才發信通知業主時表示，因惡劣天氣影響，項目的完工日期由2010年6月30日順延至8月，打亂部分買家的入伙安排，部份買家剛終止了租約/賣了原居後，只能暫住酒店，引起部份業主不滿，到消費者委員會投訴發展商延遲交樓。加上發展商須重新整理執修問題，部分居民要再等待一至兩個月才能居住。2A期會所部分設施同時未能準時時完成，其中健身室被發現在入伙幾個月仍然未有任何健身器材。

#### 領峯
領峯的完工日期也由2011年5月延遲90日至2011年8月底。而入伙後部分中轉大堂，停車場，會所多項設施因工程進度未如理想，未能如期啟用，包括排球場、籃球場、羽毛球場、乒乓球場及室內外游泳池等，當中室內游泳池及2B期停車場的所啟用日期延至2012年。另外，有部分設施草率完工或'爛尾'停工，最終設計與構想圖大相逕庭，當中包括第八座L1的噴水池等。

#### 領凱
領凱的預計完工日期為2013年5月15日，但截至2013年5月初，領凱還未獲政府批出滿意紙，整體建築進度未如理想，大堂裝修和噴水池等設施仍在趕工，近半單位的抽氣扇或窗戶尚未完成安裝。

### 樓宇質素
部分屋內之裝修材料質素參差，有單位的牆壁甚至不能乘托木製層架的重量。亦有部分單位多處玻璃爆裂或有氣泡，天花及牆身有明顯裂痕，窗台滲水,天花線不完整,甚至天花石屎剝落等。而發展商為節省成本，電線只藏在加厚自膠造地腳線，亦未有在露台玻璃門裝上門柄。洗手間及儲物房房門雖然裝設木製百葉，但因木條質素差，用手便能輕易拉開，看透房內情況。發展商只給業主提供半年電器保養。根據管理處公佈的通告，屋苑入伙近一年，公用部分仍有逾萬處地方未完成維修。
到2018年，執漏問題大致解決，屋苑只餘天井石屎爆裂，喉管生鏽等問題。港鐵協助處理屋苑及單位內的問題。與長江實業地產不斷商議, 自2019年開始，新業委會上場，不斷推卸及錯誤引導街坊，做成問題停頓達四年之久。問題至
今仍然沒有改進解決。港鐵表示，已要求發展商長江集團旗下的益亞投資有限公司積極跟進，並與2022年新一屆業委會共同努力，其望問題可早日完滿解決，現在己經處理所有個別舊有個案。

### 戶外泳池紙皮石剝落荒廢6年 未有對外開放
住客會所內包括一個室內泳池及一個「天河戶外泳池」。唯屋苑的客務處於2013年6月表示從發展商長實手中交收戶外泳池時，發現「甩磚」問題，需封池維修。其後到2014年5月3日，領都居民入伙4年後，戶外泳池終於開放予居民使用。不過開放僅兩星期，再次因瓦磚剝落需要關閉維修。到同年12月發展商長實終於完成泳池的執漏工程，唯2015年3月作最後檢查時，港鐵再次發現泳池有紙皮石剝落。居民不滿意港鐵的表現，認為白交管理費，並質疑港鐵公司根本無意解決問題。

### 2019冠狀病毒病

晚上約8時03分，大批機動部隊警員由車道入口跑向第9座地面入口

政府於2021年3月19日晚上8時起將領凱第9座設為「受限區域」。而該大廈為當日其中一名確診者的居住地點，之前曾到Joint Dynamics健身。晚上約8時03分，大批機動部隊警員由車道入口跑向第9座地面入口，並隨即圍封橙帶。而大批身穿防護衣的政府人員在對面的康城社區會堂準備。海關和消防處等多個部門亦有參與行動。政府在環保大道的單車徑設置帳篷。有住戶批評整座大廈樓高72層，但沒有妥善分批安排居民落樓檢測，加上6部升降機中，衞生署佔用了3部，引致等候升降機時間過長，甚至長達半小時，有住客更表示行了25層樓梯到地下進行檢測。另外，有住戶認為封區雖然沒有用但都要做，因為政府有話事權。截至凌晨2時，有1,235名居民已接受檢測，小部分樣本仍待測試結果。而政府到訪約450戶，約60戶在過程中沒人應門，包括確診個案和可能已經接受隔離的住戶，亦有可能是空置單位，不過政府稱沒有相關資料，會採取措施跟進。

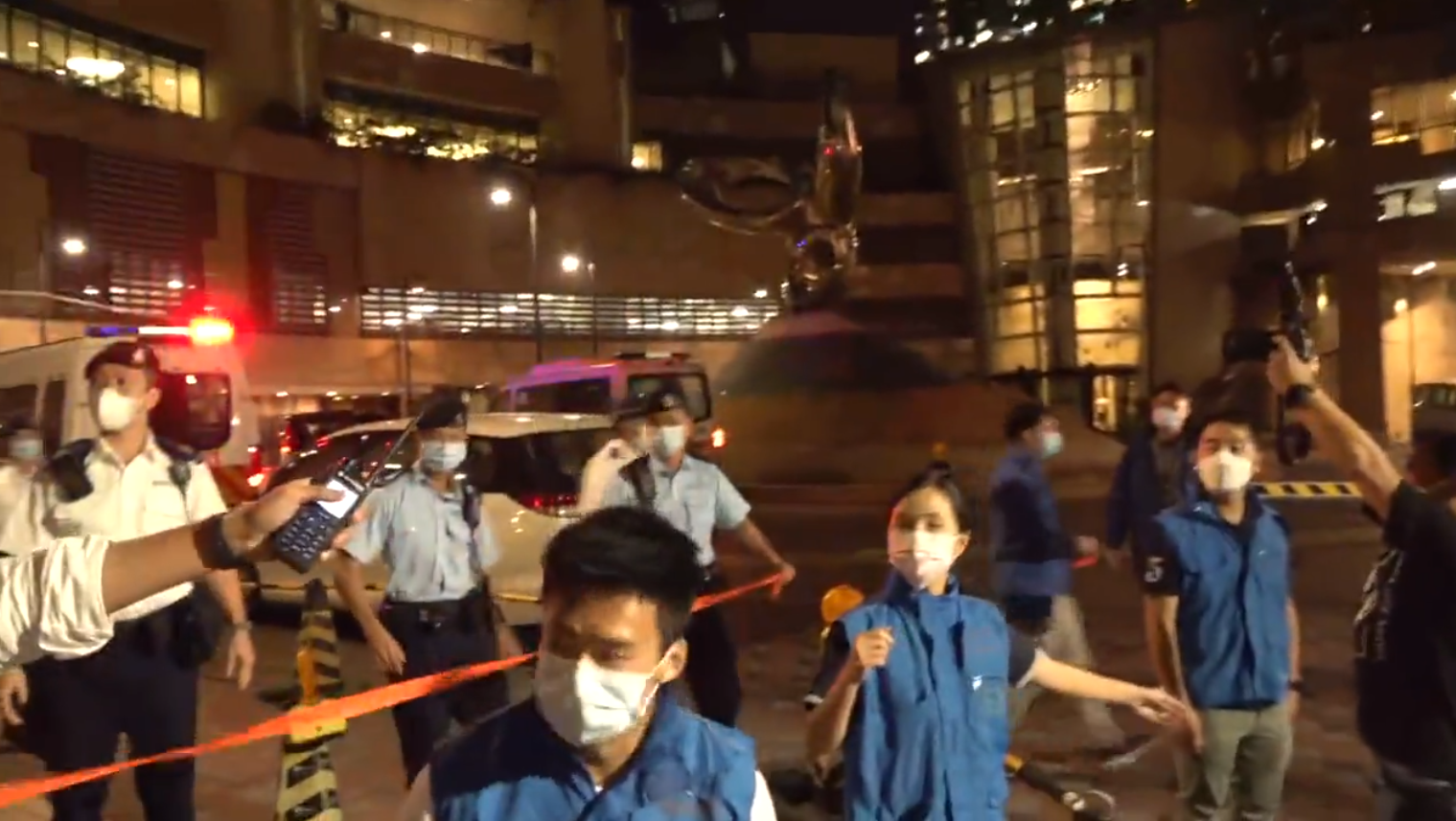
警員以私人地方為由，拉起橙帶要求記者離開
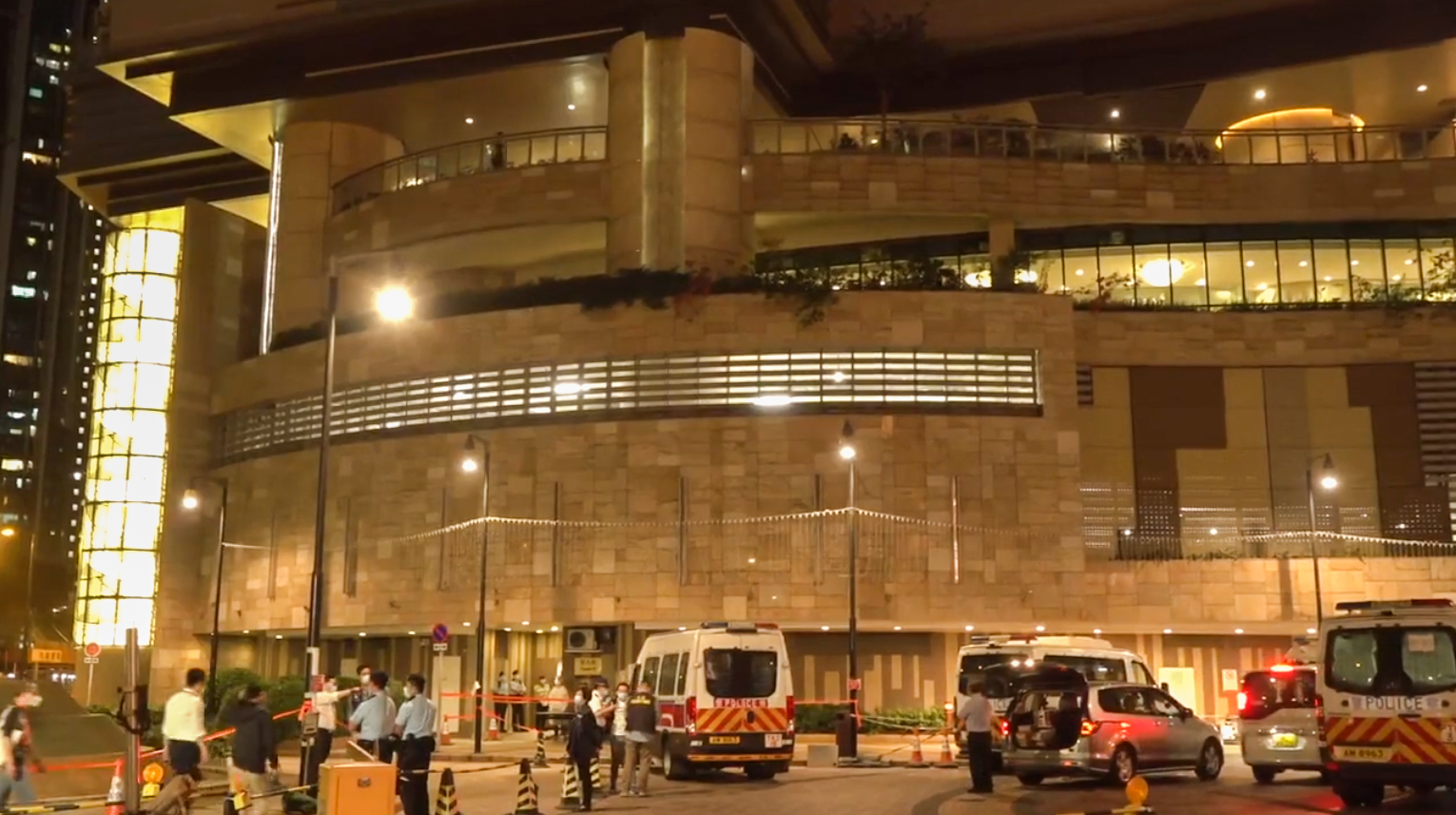
「受限區域」外停泊了警車
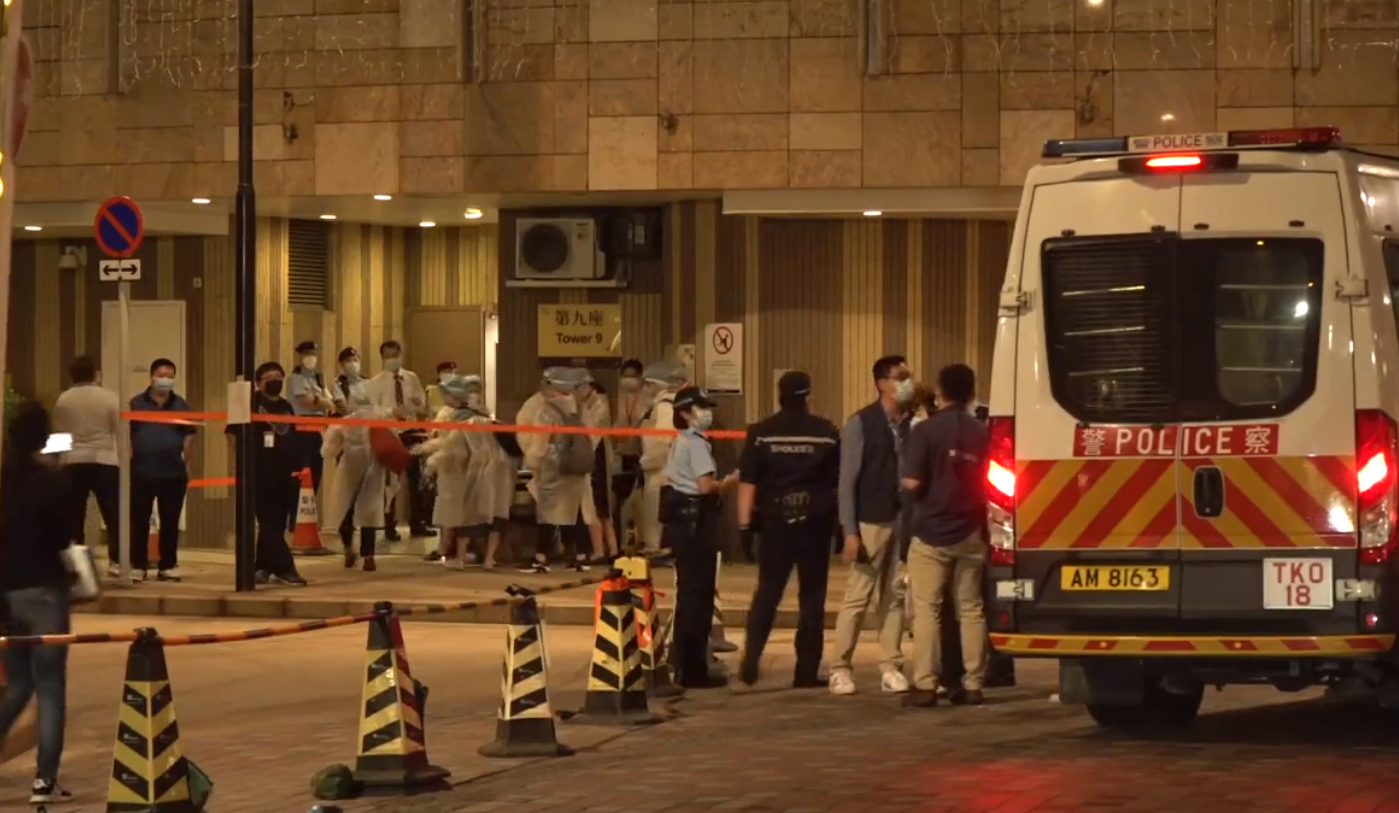
大批身穿保護衣人士準備上樓
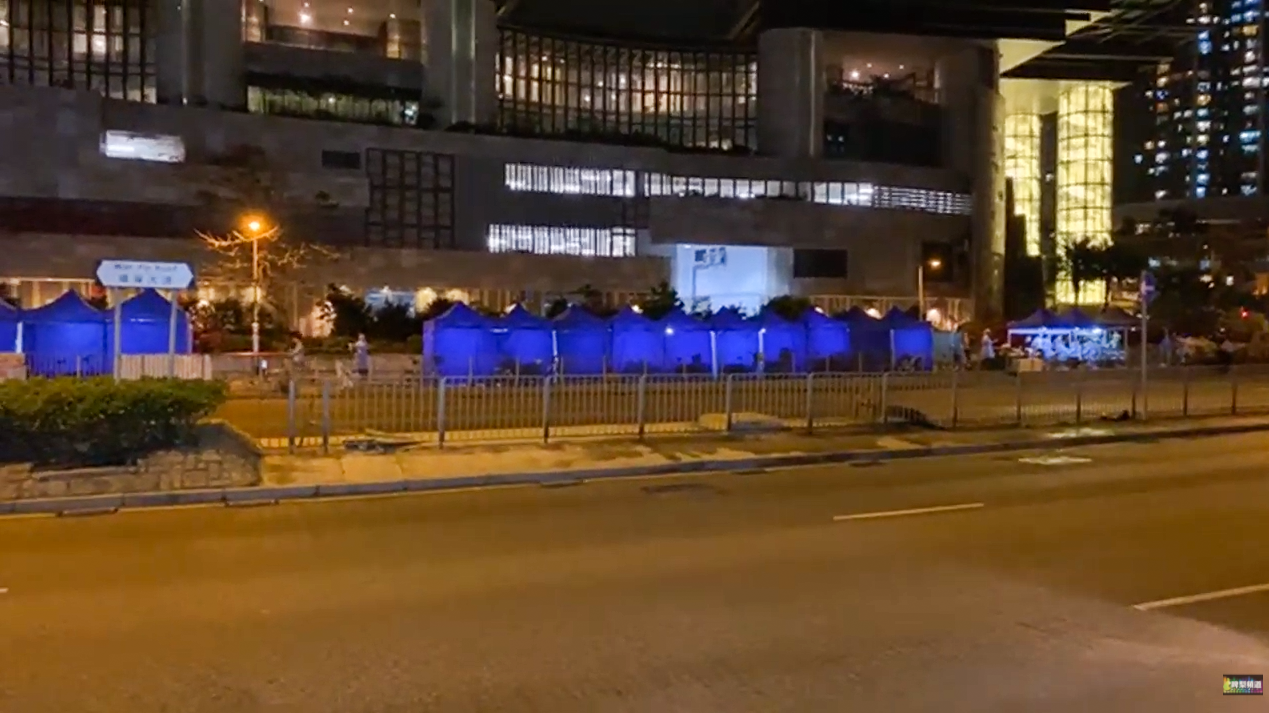
政府在環保大道的單車徑設置多個帳篷
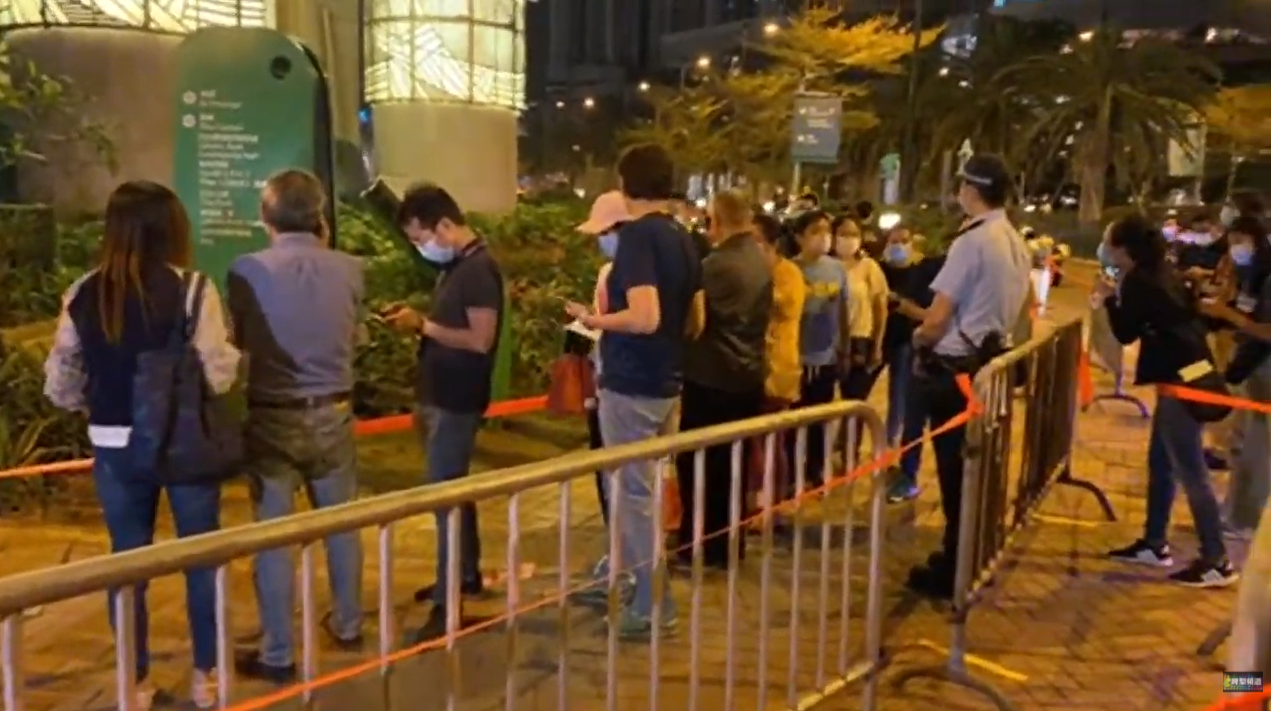
大批領凱第9座居民排隊等候檢測

### 2019業主附屬委員會及2022業主附屬委員會
在2019年，以（李栢棠，姜新華）為首的新一屆業委上場以後，設立一些具爭議性招標門檻，不停將所有問題歸咎及譴責港鐵，不斷積極縮減外判人員，包括保安人手兩次減去 -20%，由119減至95人，再由95人進一步減至74人，清潔人手 -20%，由81減至65。但外判人員金額，郤並沒有大幅縮減，做成街坊爭議。服務質素年連下降，保安清潔投訴，與日俱增。
直至2022年9月連任失敗後，由2022新一屆業主附屬委員會接手其爛攤子解決大量積聚的屋苑問題。

## 興建圖集

日出康城整體規劃簡圖
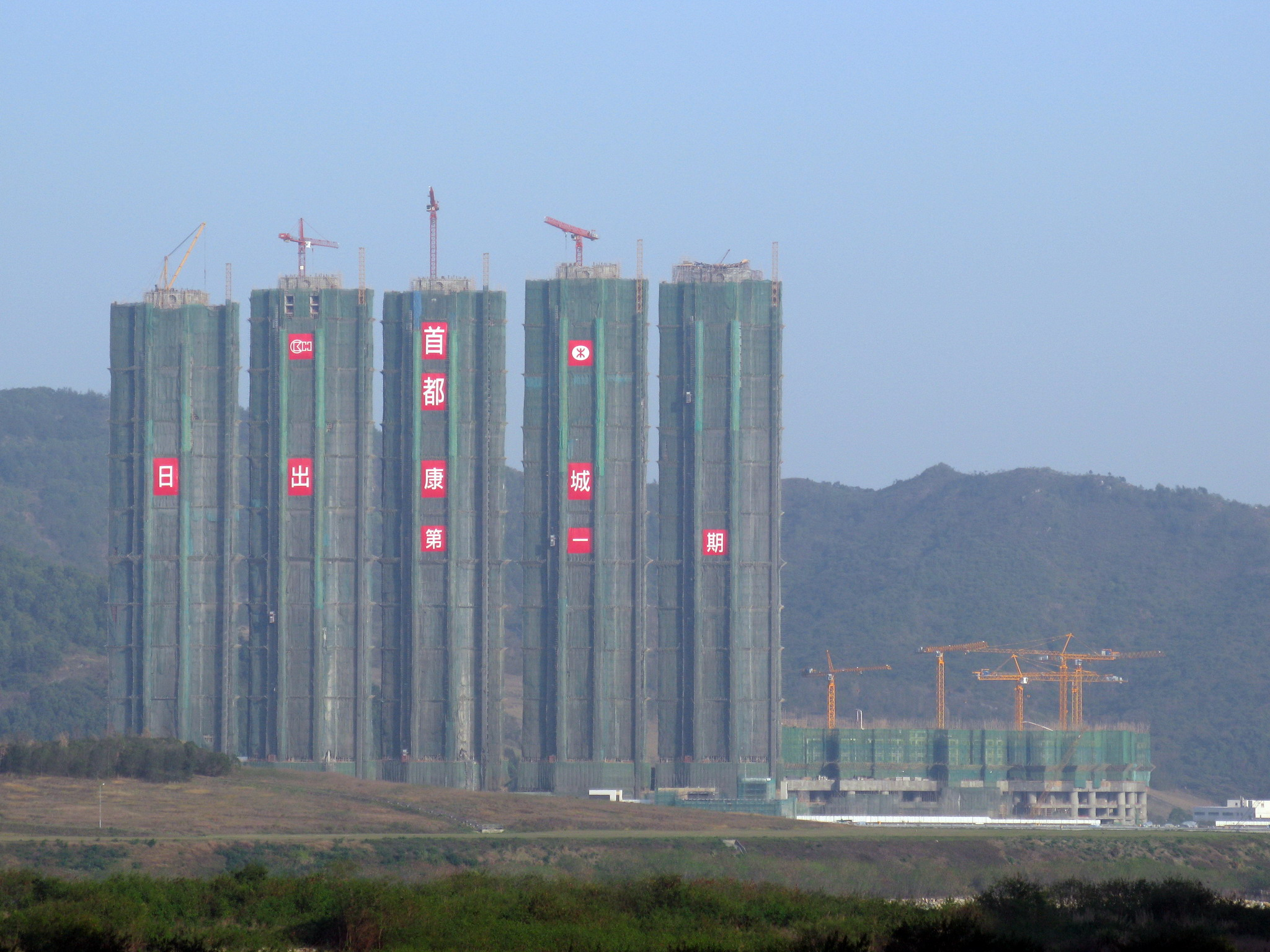
建築中的日出康城一期及二期（2008年3月）
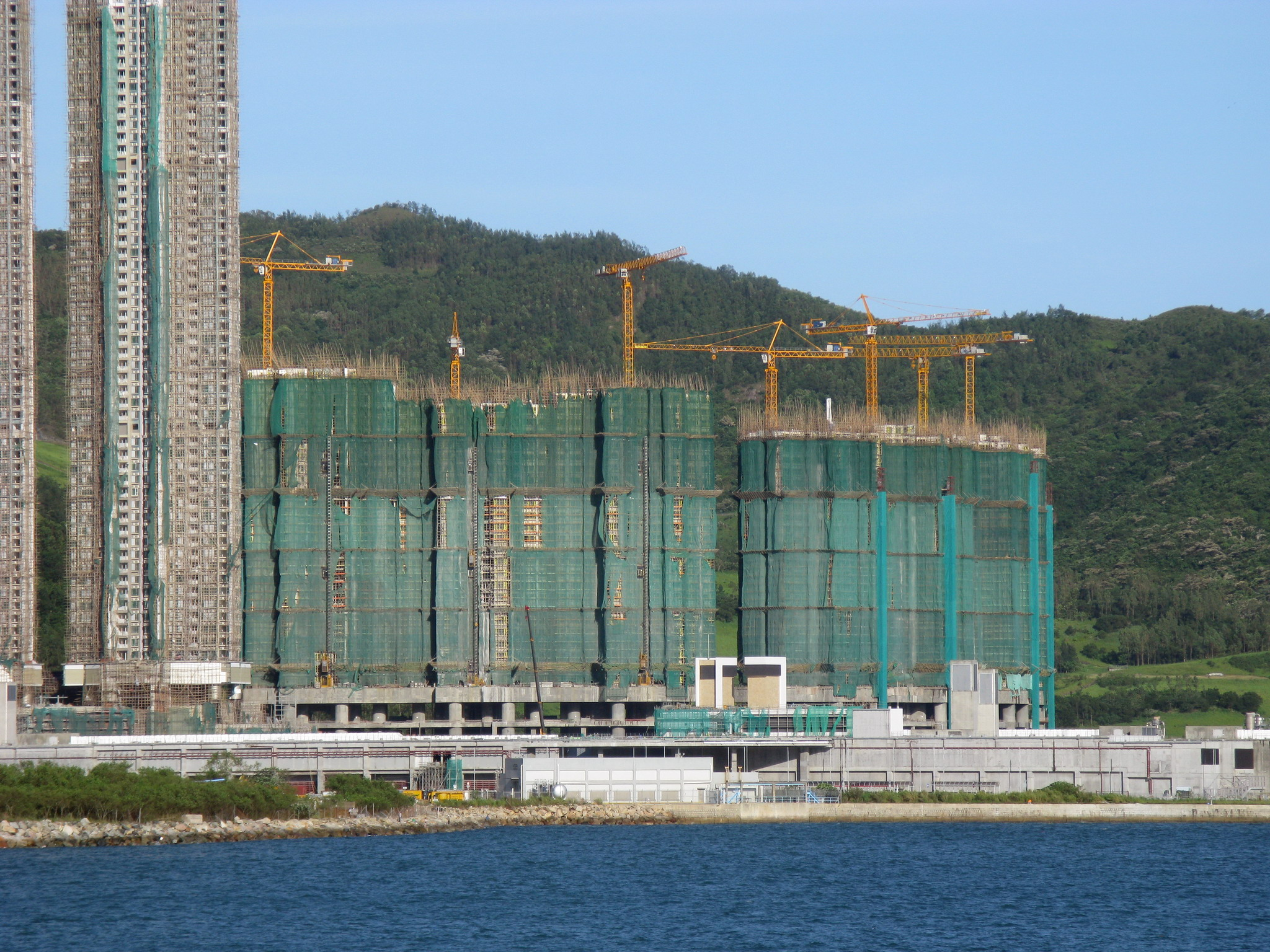
建築中的日出康城第二期（2008年8月）
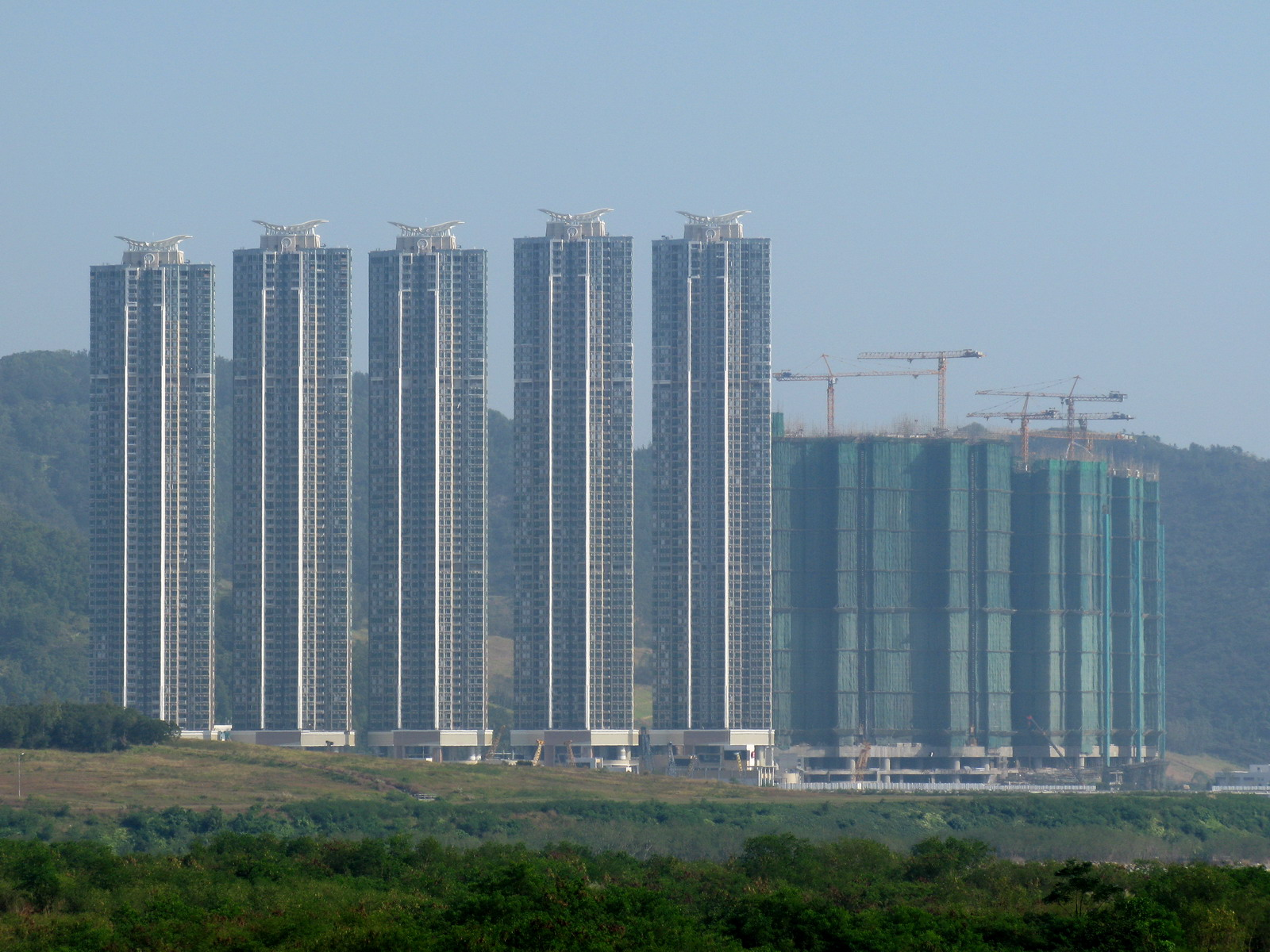
建築中的日出康城一期及二期（2008年11月）
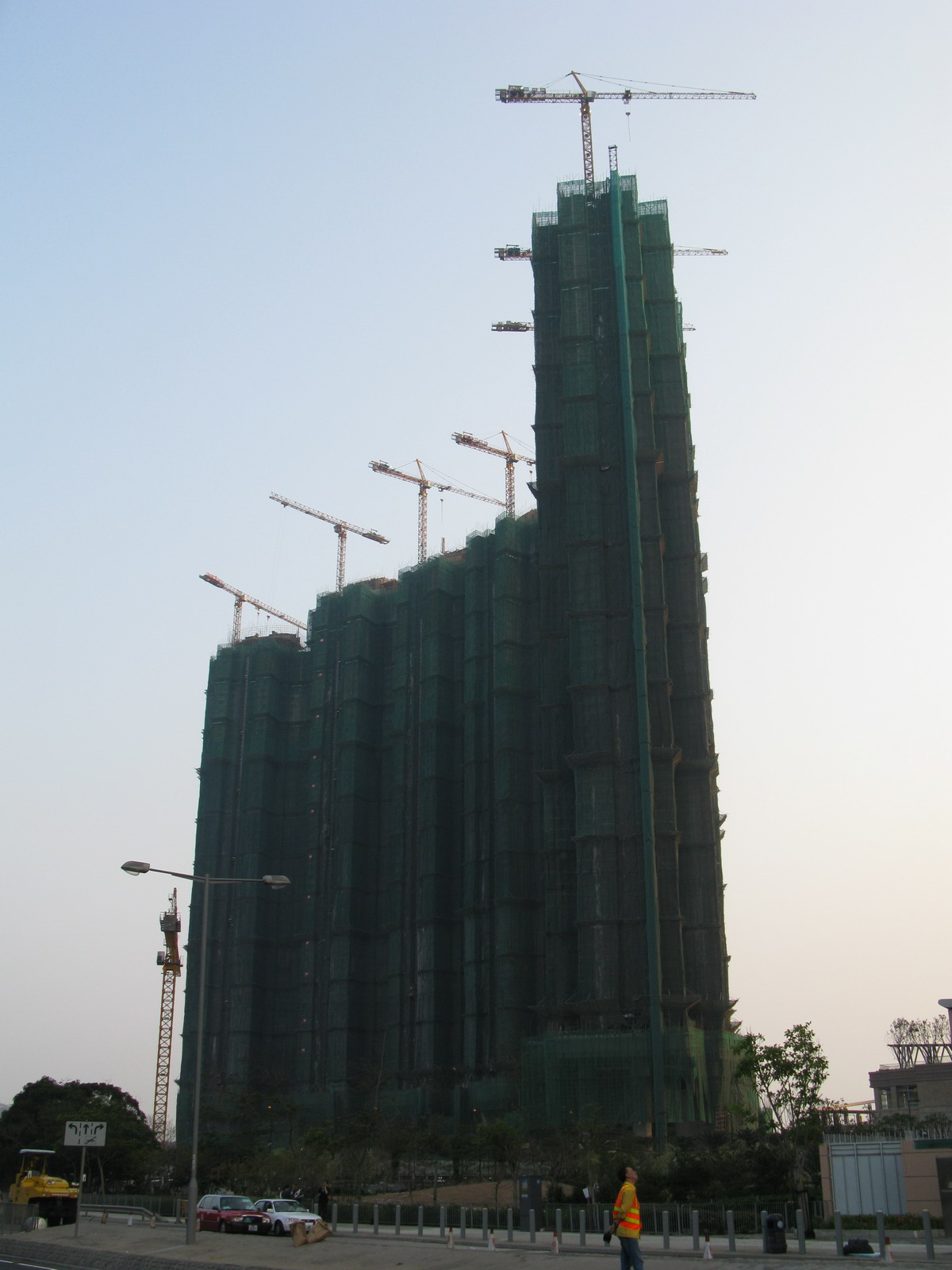
建築中的日出康城第二期（2009年4月）
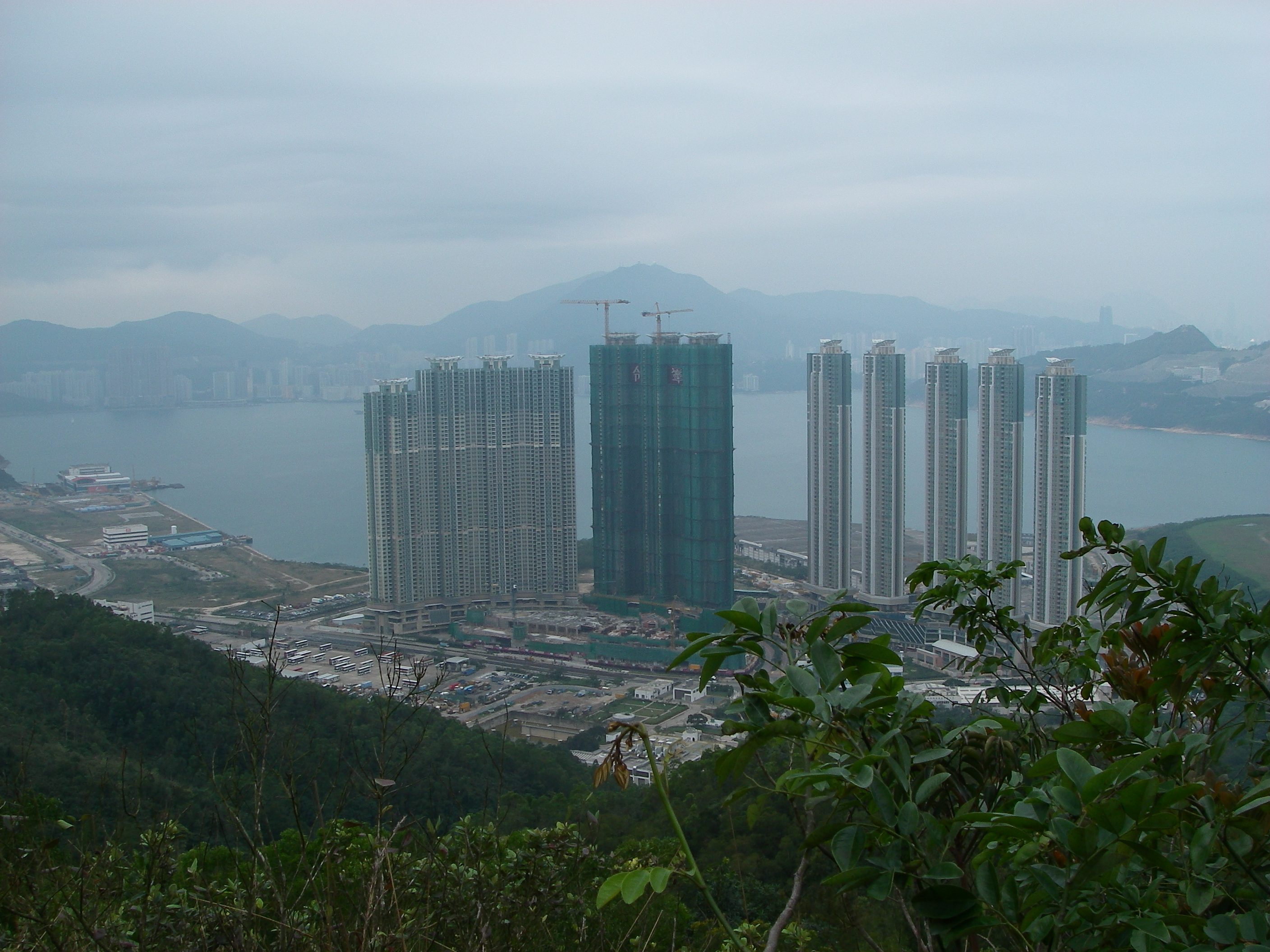
日出康城首都（2009年7月）及領都（2010年7月）；拍攝時領峯未落成
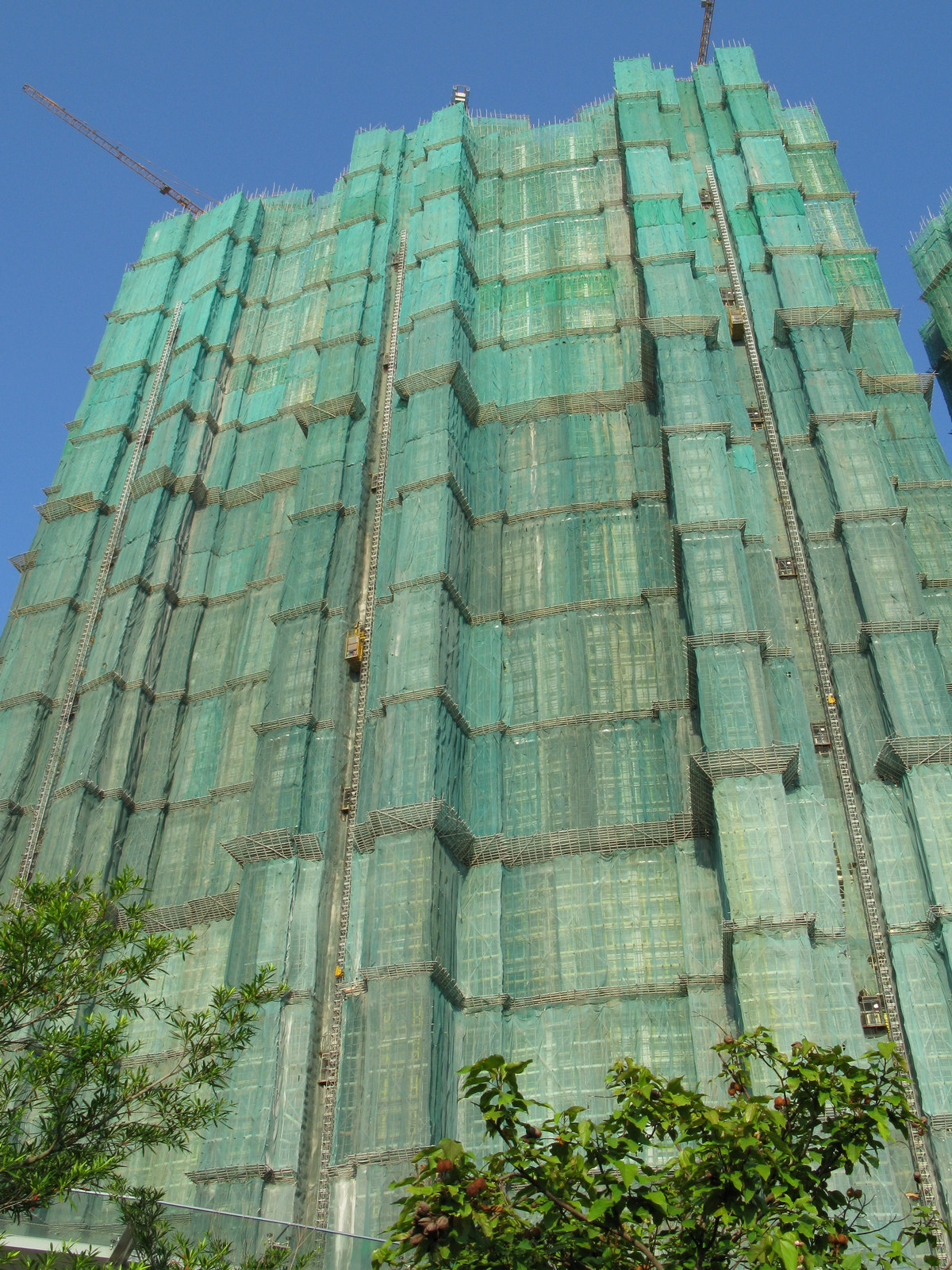
建築中的領峯（2009年8月）
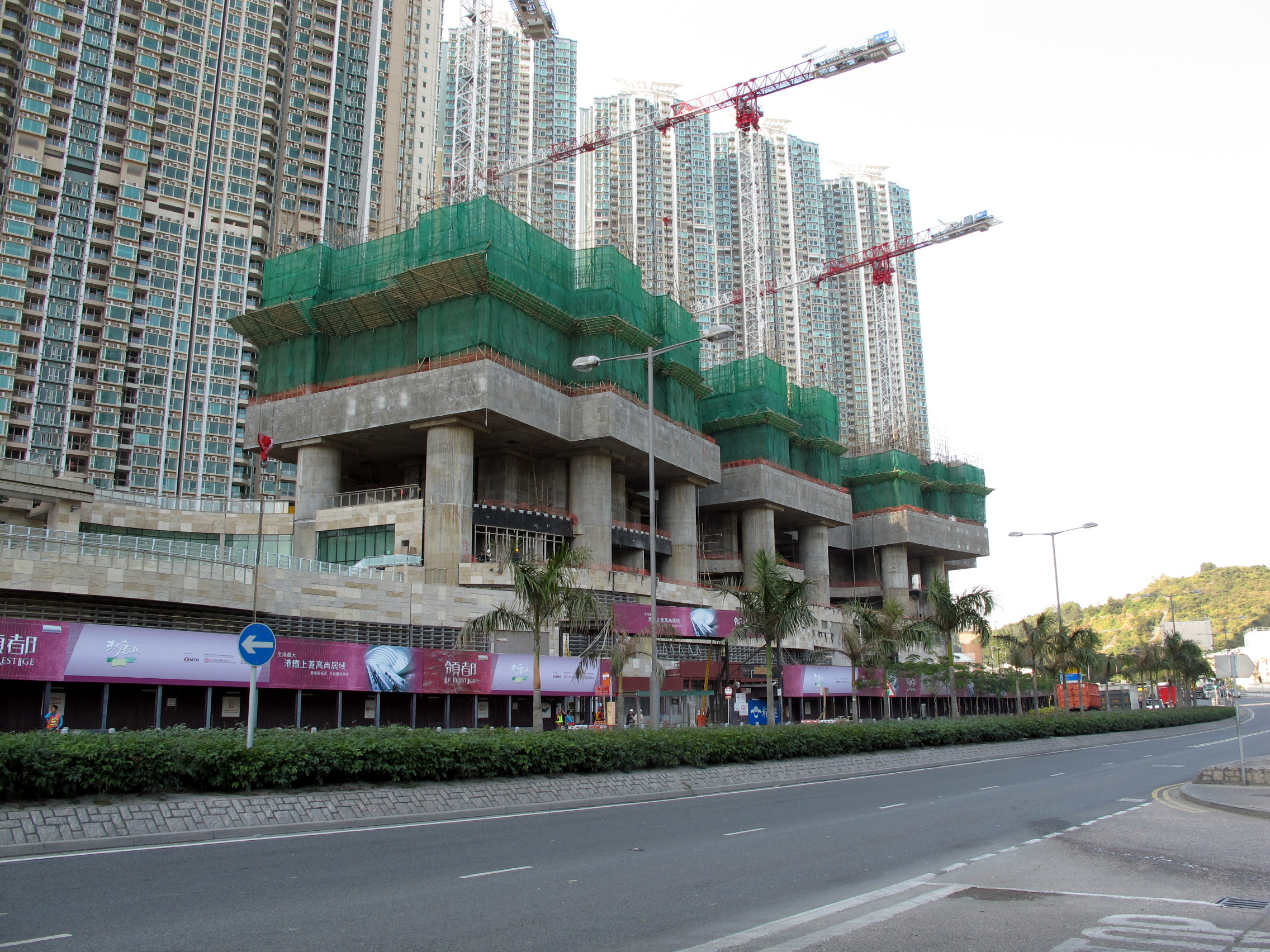
建築中的領凱 （2010年12月）
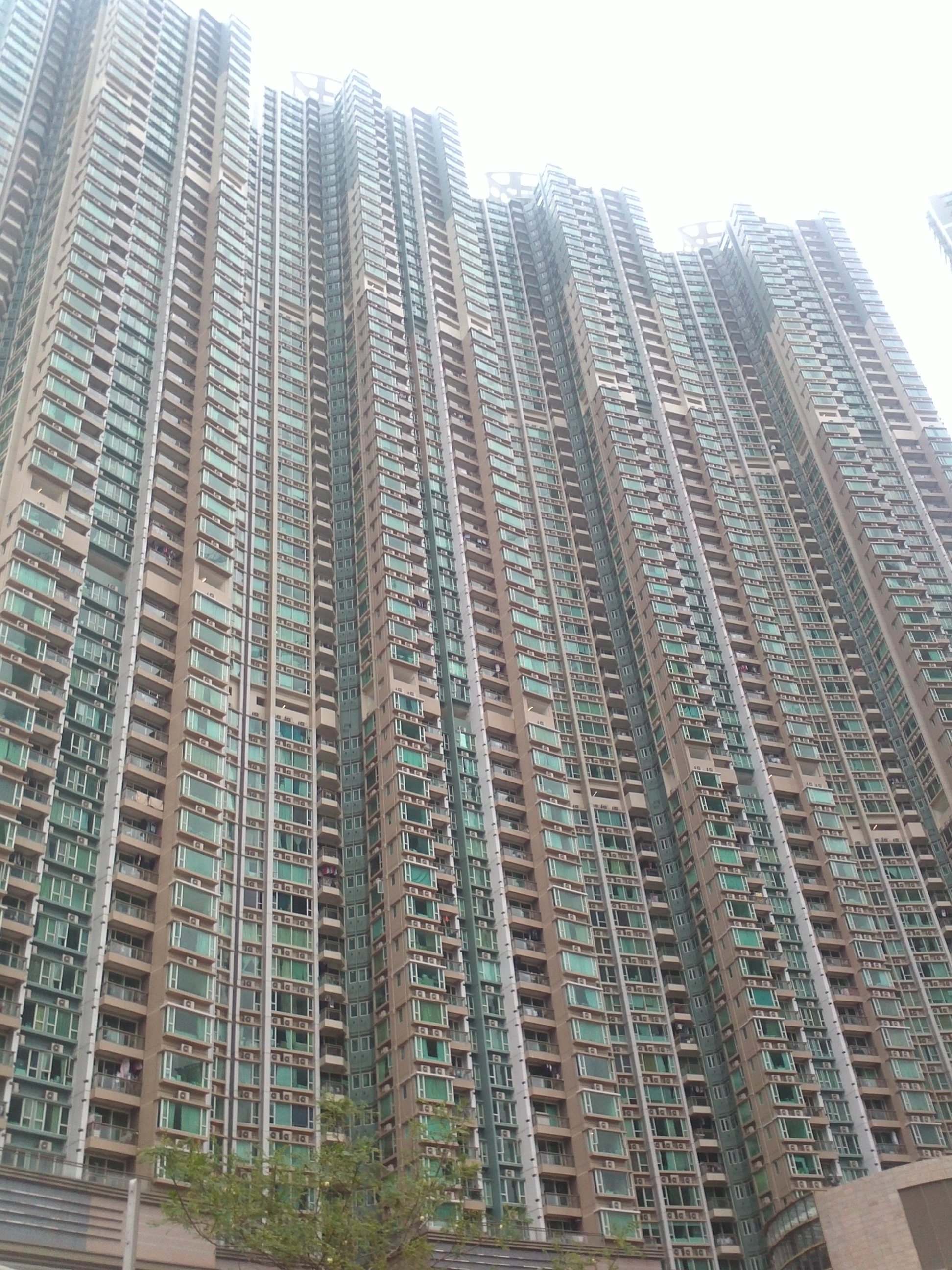
領都第1至5座(2012年3月)
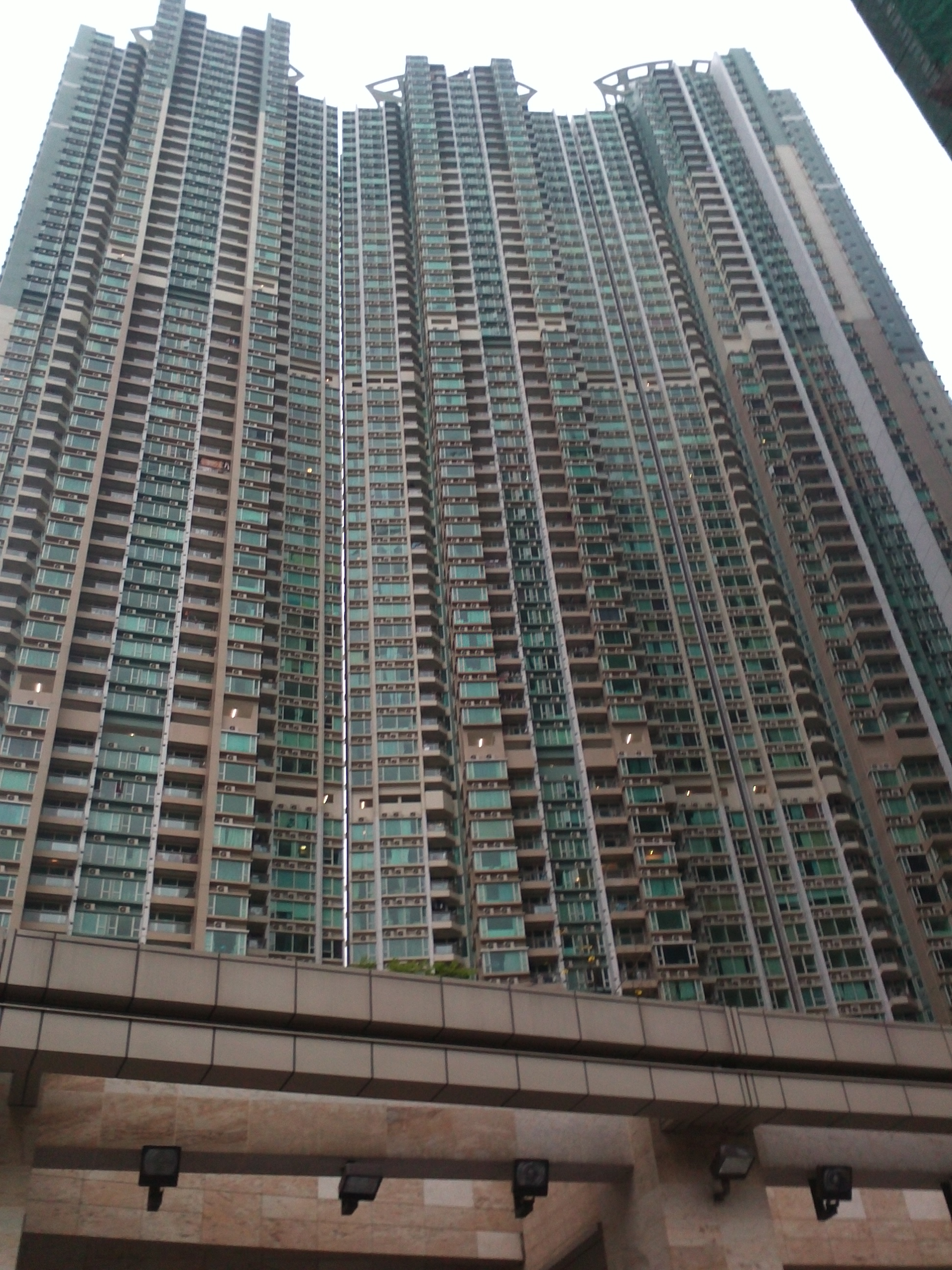
領峯第6至8座(2012年3月)
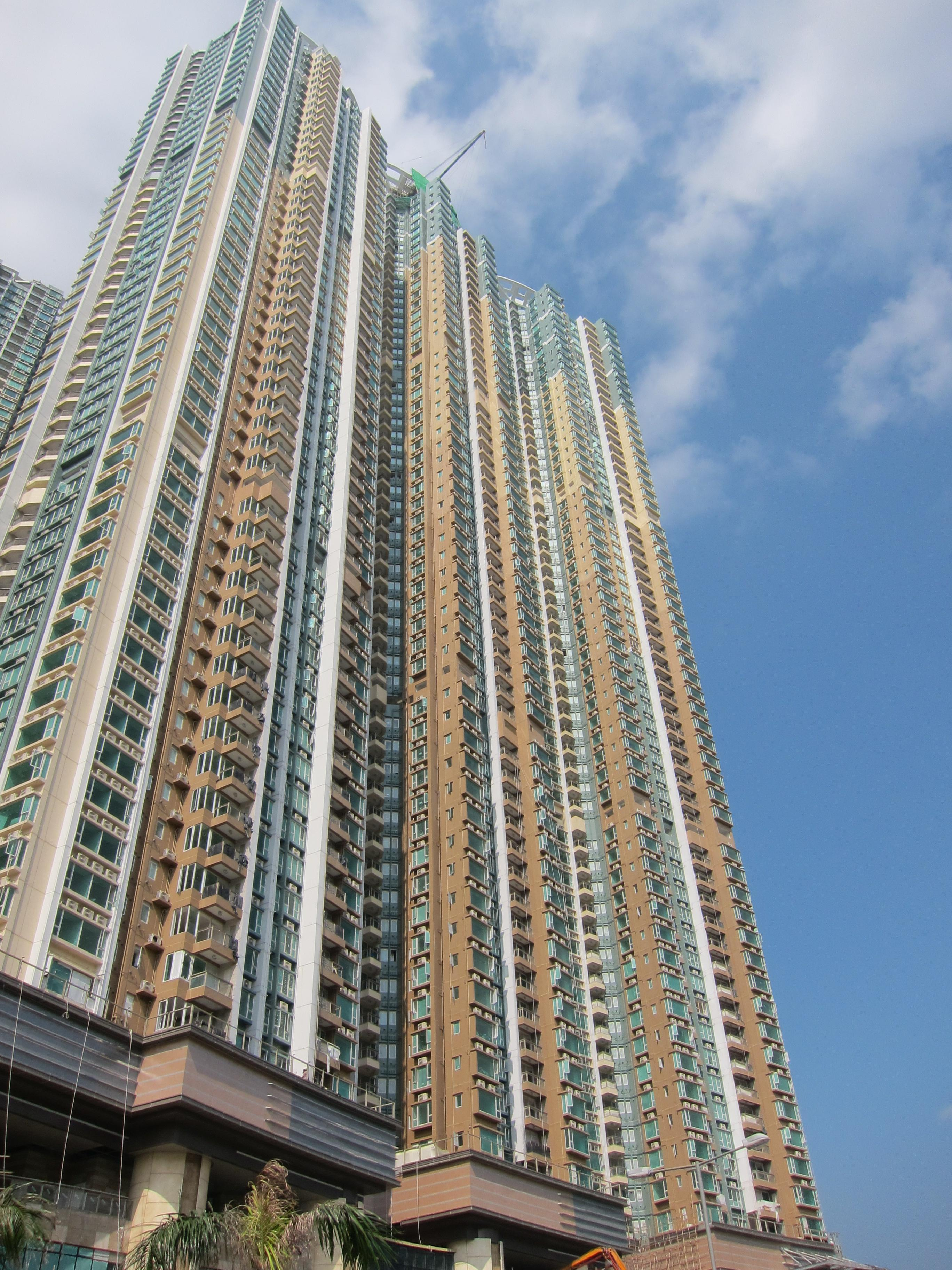
建築中的領凱第9至11座(2012年11月)
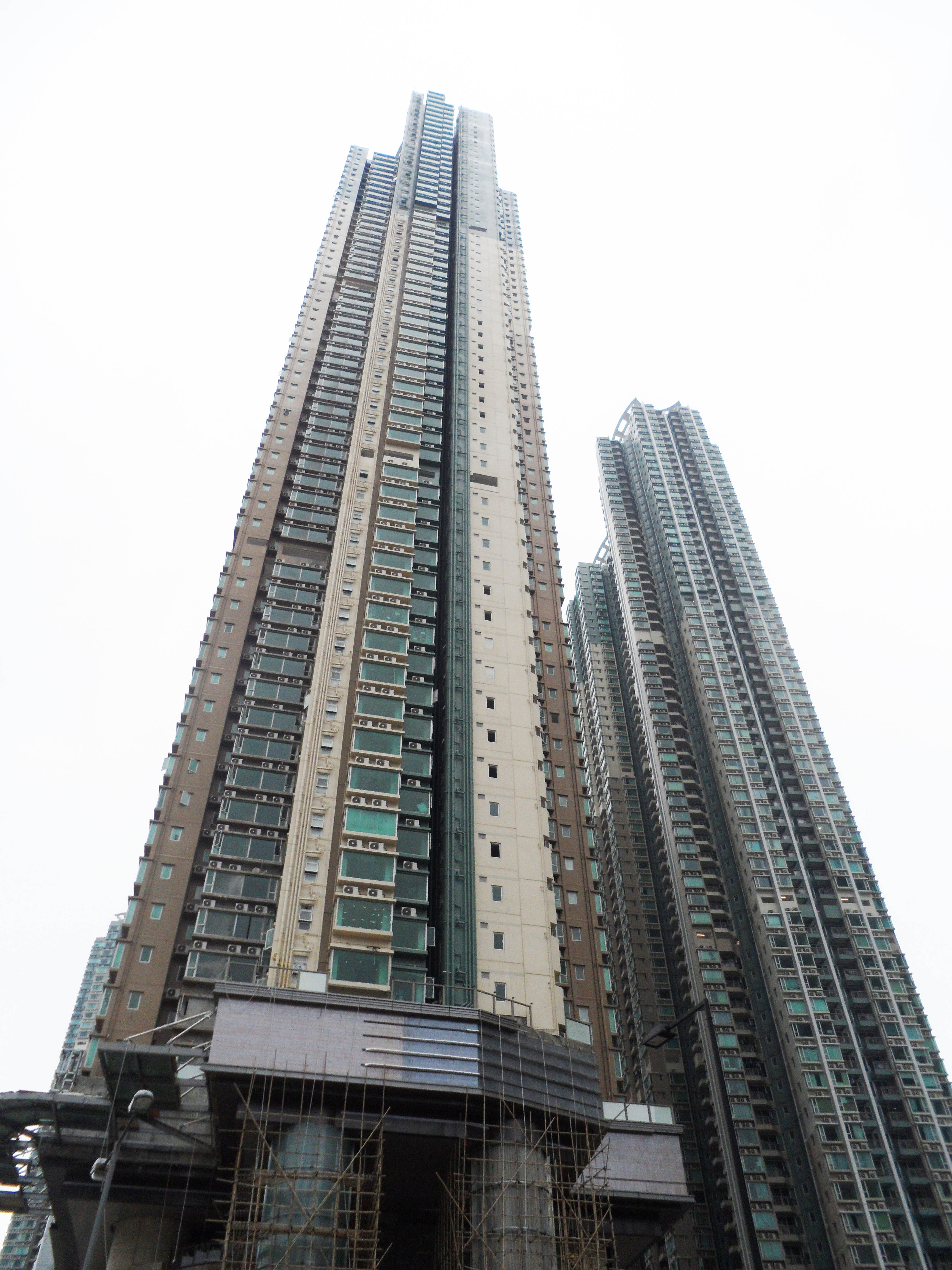
即將竣工的領凱
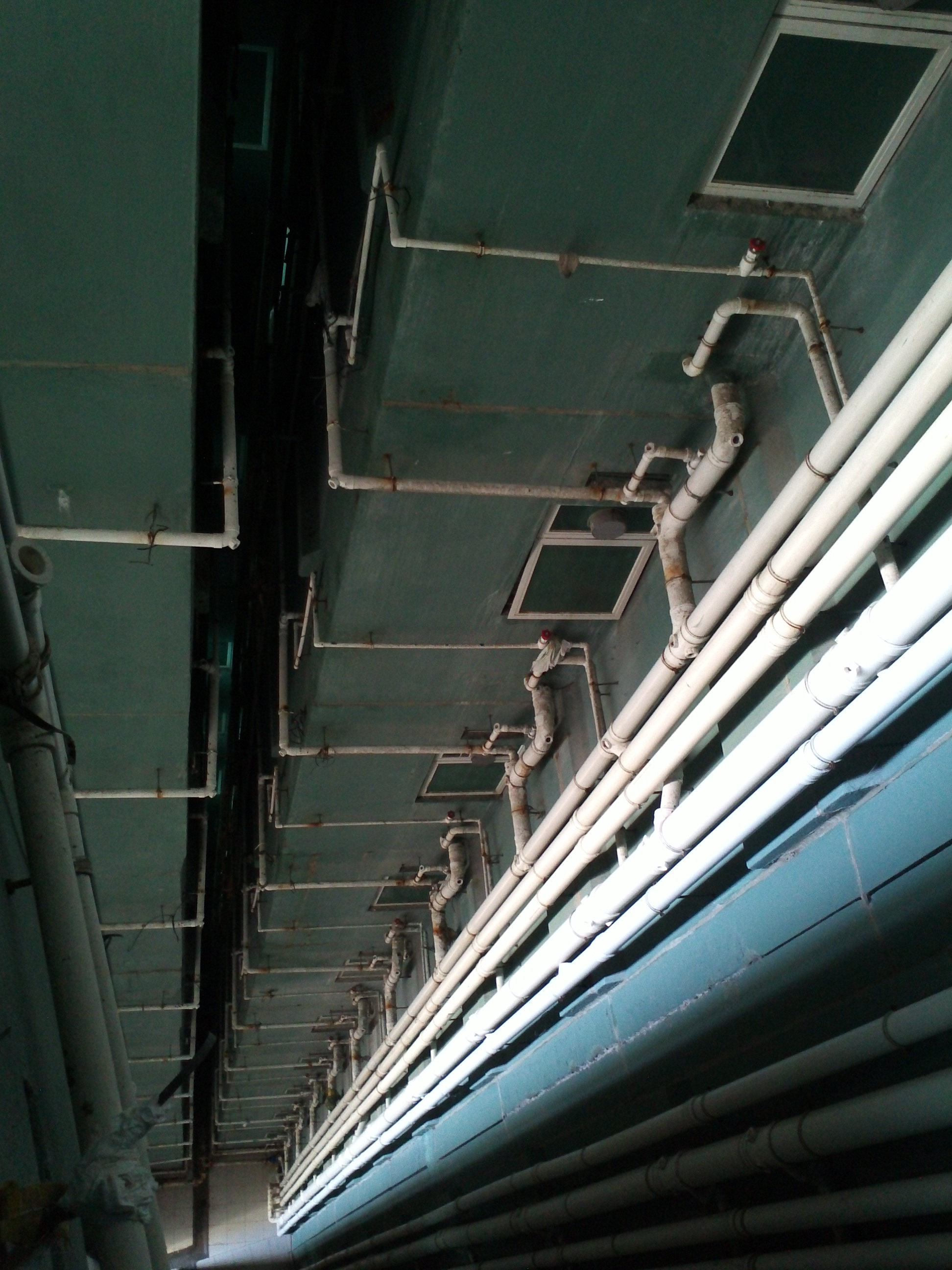
大廈天井外牆只塗上油漆，並未徹底完成批盪，水管亦已出現鐵鏽迹

## 風景
- 藍塘海峽
- 將軍澳華人永遠墳場
- 照鏡環山
- 小西灣
- 柴灣
- 杏花邨
- 銀線灣
- 清水灣

## 鄰近地方
- 擬建東華三院黃鳳翎中學及東華三院高可寧紀念小學
- 日出公園
- 港鐵康城站
- 康城站公共運輸交匯處
- The LOHAS 康城
- 峻瀅
- 康城路
- 日出大道
- 將軍澳南海濱長廊
- 將軍澳工業邨
- 百勝角
- 將軍澳跨灣連接路
- 釣魚翁

## 外部連結
- 2022年業主附屬委員會Facebook （页面存档备份，存于）
- 領都官方網頁
- 領峯官方網頁
- 領凱官方網頁
- 長江實業
- 港鐵公司 （页面存档备份，存于）